# Fajok a Warcraft-univerzumban
A Warcraft-univerzum fantasy világa számos kitalált fajt és frakciót tartalmaz. Az első két részben két frakció létezett: orkok az emberek ellen. A Warcraft III már négy játszható fajt, és lényegében három frakciót (Horda, Szövetség és az Élőhalott csapás) tartalmazott. A World of Warcraft játékosai két frakció közül választhatnak (a választott karakter faja meghatározza a frakciót, kivéve a pandaren faj esetében, amely mindkét frakcióban megtalálható), ez a két frakció a Szövetség és a Horda. A játszható fajokon és frakciókon kívül számos neutrális, nem játszható faj található a játék univerzumában.

## Párák
A párák (critter) nagy többsége természetes vagy mesterséges környezetben előforduló ártalmatlan, békés kisállatok vagy haszonállatok. A vadonban őzek, nyulak, mókusok, borzok vagy pockok fordulnak elő, falvakban és kistelepüléseken patkányok, csirkék, tehenek, lovak és házi malacok, nagyobb városokban pedig leginkább kutyák és házi macskák vannak. A párák többségét gyakran támadják meg a közeli ragadozóállatok és ha támadás éri vagy csak harcot észlel, elmenekül, de különböző hagyományos állatok (csótány, kis skorpió, kis pók stb.) megvédik magukat, igaz, sebzésük csak mutatóban van. A halak és a repülő madarak is ide tartoznak de ezek általában nem befolyásolható lények, hanem a terep részei. A mérnökök készíthetnek mesterséges robotállatokat (robotbéka, robotcsirke stb.) is. A World of Warcraft világában egy szociális jelenség, a házi kedvencek (small pet) többsége is pára.

## Állatok
A Warcraft világában természetesen közönséges állatok is szerepelnek. Általánosságban hagyományos, a valóságban is előforduló vadállatok vannak túlsúlyban, de a most felsorolt lények vagy mitológia teremtmények, vagy csak elnagyolt szerepben tűnnek fel.
A World of Warcraft világában az állatok beast (szörny) besorolás alatt állnak és legtöbbjüket a Hunter képes befogni és megszelídíteni, így szert tehet hűséges csapattársra.

### Éterrája
Az éterrája (nether ray) a Külvilágban (Outland) előforduló különleges teremtmény. Teste egy hagyományos rája alakját idézi, de két csökevényes szárnya és három farka van. A bestia a harc folyamán éles fogaival, és ostorként is használható farkával támad, de az igazi furcsaság az állatban, hogy testi adottságai ellenére a szárazföldön él, és a hasa alatt összegyülemlett légies spórafelhőcskék segítségével képes lebegni a föld felett. Előfordulási helye a párás Zangarmarsh gombaerdei, de szerte a szétrobbant planétán is fellelhető eldugott hegyekben.
Az első kiegészítőben megjelent Sha'tari Skyguard (Sha'tari Égőrség) vezetésével befogták, majd megszelídítették az éterráják legtöbb fajtáját, hogy hátukon lovagolva felderítsék Shattrath városára fenyegető veszélyeket. Ugyanakkor e semleges frakció raktárosánál meg is vásárolhatók a kitenyésztett hátasok, viszont csak magasztalt (exalted) hírnéven érhetők el, addigra pedig az eredeti (200 arany) áruk lecsökken 160-ra. Az elérhető ötféle (kék, vörös, zöld, lila és ezüst) hátas egyedi, csak az adott fajtára jellemző színű spórafelhőcskével képesek a levegőbe emelkedni, de az állat színárnyalása is különleges.
Minden éterrája repülőhátas a szárazföldön 100%, míg a levegőben 280%-os gyorsulásra képes, így használatukhoz szükség van az Artisan (Artizán) szintű lovaglásra is.

### Griff
A griffek elöl sas, hátul oroszlán testű teremtmények. A második háborúban a Szövetséghez csatlakozó törpök szelídített griffeket használnak hátasállatként. A World of Warcraft-ban a Szövetség tagjai a Keleti Királyságokban griffmadarakon utaznak.

### Hippogriff
A hippogriffeknek (nevük ellenére) hollószerű csőrük, szárnyuk és mellső lábuk, viszont szarvasokra emlékeztető testük, agancsuk és hátsó lábuk van. Az éjtündék hátasállatai voltak, mikor azok a Lángoló Légió ellen harcoltak. A World of Warcraft-ban Kalimdor kontinensén a Szövetség tagjai hippogriffeken közlekednek de megtalálhatók vadon is, Feralasban vagy egyéb buja erdőségben.

### Kiméra
A kiméra sárkányra emlékeztető lény. Két, kecskeszerű feje, repülő dinoszauruszokhoz hasonlító szárnya és két lába van. Nevüket a görög mitológia kimérája után kapta, bár azokra kevéssé emlékeztet. A Warcraft III-ban a kimérák az árnyelfek oldalán harcolnak, mint nehéz légi egységek, a World of Warcraft-ban viszont elvadultak és ritkán láthatóak, bőrük pedig értékes nyersanyag a bőrműveseknek. Az azerothi kimérák bundás kültakaróval rendelkeznek, míg a külvilági fajtának vibrálóan élénk bőrük van.

### Kodo
A kodók jókora, orrszarvúra vagy dinoszauruszra emlékeztető teremtmények. Kalimdor szavannáin őshonosak. A taurenek ősi idők óta vadásznak rájuk. A Warcraft III-ban egy küldetés során az ork hadvezér, Thrall segít a taureneknek megvédeni egy kodo-karavánt a kentauroktól. Hálából a tauren törzsfőnök, Cairne Bloodhoof (Vérpata Cairne) néhány kodót bocsát a Horda segítségére. A kodo-lovasok hatalmas harci dobokkal bátorítják a többi harcost. A World of Warcraft-ban a taurenek hátasállata a kodo.

### Raptor
A raptorok ragadozó dinoszauruszok, amelyek Azeroth-szerte előfordulnak. Intelligensek és vérszomjasak. A World of Warcraftban szerepelnek először, mint ellenségek, és mint a trollok hátasállatai. Az azerothi raptorokon gyakran megfigyelhetők kötelekkel rájuk aggatott tolldíszek, míg az outlandiak sárgán villogó szemükről, élénk színükről és tüskés, fekete gerincvonulataikról ismertek.

### Wyvern
A wyvernek különös, repülő jószágok, oroszlántesttel, denevérszárnnyal és skorpiófarokkal (némileg mantikorra emlékeztetnek) de mindezek ellenére a sárkányok távoli rokonai. Kalimdoron őshonosak, ahol az orkok szelídítették meg őket. Utasaik a Széllovasok (Wind Rider). A Horda tagjai Kalimdoron és a Keleti Királyságok egy részében wyverneken utaznak.

### Sárkánysólyom
A sárkánysólymok (dragonhawk) igen ritka, csak Quel'Thalas területén előforduló teremtmények. Fejük sólyomszerű, míg testük többi része hüllőalkatú, különös denevérszárnyakkal és a valódi sárkányokhoz hasonlóan képesek tűzet lehelni. Őseik vélhetőleg repülni képes raptorok voltak, ám a nemeselfek hosszú, körültekintő tenyésztésének (a faj által hátasállatként használt sólyomstrucc (hawkstrider) is vélhetőleg ennek az egyik állomása lehetett) köszönhetően alakult ki ma ismert és végleges formájuk. A Warcraft III: Reign of Chaosban a nemeselfek legbátrabb harcosai használták őket Ezüsthold városuk védelmére és az akkori modell is sokkal inkább hasonlított sólyomra, amit az játék egyetlen kiegészítő is némi változtatással át is vett. Mára Örökdal (Eversong) erdejéből vadon befogott állatokat használnak utazásra a vérelfek.

### Baziliszkusz
A baziliszkuszok krokodil termetű varánuszokra emlékeztetnek. 3 pár lábbal másznak, hátukon pedig kristályszilánkok nőttek ki. Ezek a hüllők mágikus esszenciával születnek és támadásuk során gyakran elaltatják, paralizálhatják, sőt akár kőbálvánnyá is dermeszthetik ideiglenesen áldozataikat. Az azerothi fajok gyíkszerűbbek, míg az outlandiak jóval vastagabb pikkelypáncéllal és 3 világító szemmel rendelkeznek. Mindezek ellenére nagyon ritkán láthatók, leginkább a lepusztult vidékeken lelhetők fel.

### Térjáró
A térjárók (warp stalker) hüllőszerű ragadozó állatok, fejüktől a farkukig több pár nagy fekete tüskével. Titokzatos vadászok és bár csak Outlandon figyelhetők meg, gyakran egy szempillantás alatt elutaznak ismeretlen dimenziókba, így zavarva meg a rájuk leselkedő ellenségeket, vagy keltenek hamis biztonságérzetet áldozataikban. Támadás során is képesek hirtelen a célpont háta mögé teleportálódni. Egyes feltételezések szerint a démonok használják őket hátasállatként, de még sosem sikerült ezt bebizonyítani.

## Emberszerűek
Az emberszerűek (avagy humanoidok) tudományos megnevezése az emberalkatú fél- vagy valódi intelligens fajokra. Természetesen rendelkeznek különböző mértékű kultúrával, társadalmi rendszerrel, művészettel és néha technológiával is, de az igazán jelentős fajok azok, akik nagy tehetséggel képesek Azeroth világát láthatatlanul átszelő titokzatos vonulatokból származó erőt, a mágiát a maguk javára (vagy kárára) felhasználni. Elmondható a Warcraft világáról, hogy több a primitív, fél-intelligens faj, mint a magasan fejlett civilizáció és a leghatalmasabbak sem innen kerülnek ki. Természetesen vannak félvérek is, akik -ha biológiailag alkalmasak voltak rá-, akkor különálló fajú szülőktől jöttek létre (fél-ork, fél-elf).
A World of Warcraft játszható fajai kivétel nélkül mind emberszerű lények. Nem számít a tauren vagy a worgen bestiális alakja, sem az élőholt kitaszítottak és a játék második kiegészítőjében, a Wrath of the Lich King alatt elérhető halállovag sem került bele a valódi élőholtak közé éppúgy, ahogy a megszokott druida által felvehető állatformák sem változtatják meg a játékos hovatartozását.

### Draenei
A draenei faj a távoli Argus világából valók, az ősi eredárok egyenes ági leszármazottaiként. Egykor ez a bölcs faj virágzó civilizációt hozott lére, teljes békességben éltek, mindaddig, amíg fel nem fedezte őket Sargeras, a Lángoló Légió vezére. A nép alapját adó három nagy mágusmester, Kil'jaeden, Archimonde és Velen hű szövetsége bomlott fel, mikor az első két mester csatlakozott az Örvénylő Éterből jött hadakhoz, elfogadta a sötét titán ajánlatát. Velen viszont a Szent Fény által megvilágosodva álmában jövendölés kísértette meg: Ha ő is szövetkezik a démonokkal, népét teljes egészében elveszítheti. Velen imába burkolózva könyörgött az ismeretlen hatalomnak, mentse meg őket e végzettől. E hatalom, ami valójában egy ősi, kristálydarabokból álló fénylények faja, a naaruk, dimenziók közötti átjárókat nyitottak a próféta és menekült fajtársait számára, így lettek ők az Exiled Ones. Sargeras ezután visszatért Argusra, és a hátramaradt eredárokat démonokká alakította át, míg a két újdonsült alvezérének egyik tagja, Archimonde hajtóvadászatot indított a menekültek után, keresve-kutatva őket a kozmosz végtelenjében. A naaruk a hosszú menekülés során megtanították védenceiknek a Fény oltalmazó erejét, hogy elkerüljék a menekült csoportok szétdarabolódását, és megakadályozzák a Lángoló Légió ügynökeinek terveit. Hamarosan egy új világba kerültek a űr vándorai.
A menekültek ezt az új világot Draenornak, „Menedéknek” nevezték el, önmagukat pedig draeneieknek, menekülteknek kezdték hívni, és letelepedésük után békés viszonyt alakítottak ki Nagrand vidékét benépesítő, idilli életet élő, és samanisztikus kultúrájú orkokkal. A paradicsomi korok több száz évig tartottak, ám hamarosan gyökeres változások következtek be: A menekülteket követve Kil'jaeden megtalálta ezt a bolygót, és Sargeras parancsára megtébolyított egy nagyra tartott ork sámán, Ner'zhult. A démoni sötétséggel lepaktált ork bölcs az egész népét egy hatalmas harci gépezetté alázta, és a Lángoló Légió szolgálatába állította. Az újonnan szervezett Ork Horda harcra s vérre volt szomjazva, ezért Ner'zhul kegyvesztése után Gul'dan által alapított Árnytanács (Shadow Council) szülőbolygójukon addig békében élő draeneiek ellen vezette az őrült hadat. Óriási népirtás vette kezdetét, a faj 90%-át lemészárolták, és csak akkor hagytak fel vele, mikor már saját klánjaik ellen fordultak, ekkora már viszont a démonok az eredeti küldetésükre felé terelték őket, Azeroth lerohanására, amit a párhuzamosan megnyitott mágikus kapun, a Sötét Portálon (Dark Portal) meg is valósult. A túlélő draeneiek újabb menekülésre kényszerültek, mikor a második háborúban a visszatért orkok boszorkánymestere, Ner'zhul több tucat portál nyitott meg a Lordaeron Szövetség által vezetett Szövetséges Expedíciós hadak megtorlása ellen, ezzel pedig Draenor felrobbanását idézve elő. Velen a távoli Viharerőd (Tempest Keep) dimenzióhajóinak egyikét, az Exodart elfoglalva Azeroth világába menekítette népét, amely az árnyelfek által gondozott Észak-Kalimdor eddig ismeretlen szigetvilágba csapódott be. Ekkor csatlakoztak a Szövetséghez.
Két világ közt elválasztva három jól elkülöníthető alfaj alakult ki az egykori eredárokból:

#### Menekültek(Exiled Ones)
Ez a csoport őrizte meg leginkább őseik egykori nemes alkatát és bölcs jellemét. Felsőtestük emberszerű, míg derekuktól lefele páros ujjú patás lábak figyelhetők meg, bőrszínük a kék különféle árnyalatait hordozhatják, fejükön pedig gyakran figyelhető meg szarvak, egyes férfiakon pedig szakáll mellett, vagy a helyett az állukról kiindulva csápok lógnak lefele. Rendkívül intelligens népség, amely kivételes tehetséget mutat az különféle kristályok, és ékkövek megmunkálásába. Hitüket a Szent Fény imádata övezi, de draenori tartózkodásuk emlékeként a sámánizmus is szerves részét képezi az amúgy igen fejlett technológiájú idegen faj mindennapi életének. Kalimdor északnyugati szigetein, Azúrmisztikum (Azuremyst) szigetén csapódott a földbe űrhajójuk, az Exodar, amelyet ezután fővárosuknak kiáltottak ki, vezetőjük pedig az eredeti szülőbolygójuk egyik legidősebb tagja, (Prophet) Velen próféta, aki mindvégig kitartott mellettük, és bízott a Fény Seregének élén álló naaruk odaadásában.

#### Megtörtek(Broken)
A Megtörtek a draenei alfaj következő tagja, egyfajta ellen-evolúciós skála második fokán áll. Az orkok fajirtását túlélők az őket fojtogató démoni sötétség áldozatai lettek, főleg miután a második háborúban Draenort szétszabdaló portálok többsége pontosan az Örvénylő Éter felé nyiltak. Mutálódásuk eredményeként testalkatuk drasztikusan megváltozott, egykori emelt fős tartásuk gyilkosaik görnyedt alkatát vette fel, paták helyett karmok nőttek ki lábfejeikből, arcvonásaik eltorzultak, egész lényük teljesen megtört. Az ork szülőbolygóból lett Külvilágban (Outland) maradtak törzseik, akik a Hordával ellenségesen viselkednek, de a Szövetséggel jó kapcsolatokat ápolnak. Egyesek viszont követték Velen második exodusát, és Exodar fővárosában, valamint a közeli draenei szigeteken telepedtek le. A Külvilágban maradt törzsek legismertebbike a „Hamunyelvű Halálesküdött” (Ashtongue Deathsworn) törzse, amelyet Akama öreg saga vezet. Az egykori Karabor draenei nagyváros őreként Akama a Külvilágot és Azeroth-ot összekapcsoló Sötét Portál második megnyitása után csatlakozott Illidan démoni árnyelfhez, és naga-vérelf bandájához abba a reményben, hogy így végre elűzhetik a démonokat. Illidan bár vereséget is mért a helyi önjelölt királyra, Magtheridon veremúrra, helyére viszont ő került miután megalázó vereséget mért rá Arthas halállovag a Lich Király trónusa előtti párbajban. Akama lassan, de biztosan kiábrándult a hatalommániás szörnyetegből, hamarosan pedig csatlakozott a Shattrath város központi szervezetéhez, a Sha'tarhoz.

#### Elveszettek(Lost Ones)
A draenei visszafejlődés végpontjai. Ezek a lények már valóban csak árnyékai egykori őseiknek, alacsony, vadállatias, és primitív népséggé degenerálódtak. Azeroth világában a Sötét Portál által megsemmisített Felrobbant Földek (The Blasted Lands) közelében tanyáznak, de legtöbbjük a Bánatok Mocsarában (Swamp of Sorrows) található Fallow Menedéknél táboroznak, és önmagukat inkább megtört menekülteknek (Broken Exiles) nevezik, de démoni boszorkányság miatti torzulások után jobban illik rájuk az Átkozottak (Cursed Ones) cím, bár inkább saját nyomorúságuknak rabjai, mintsem a Lángoló Légió szolgái. A külvilági elveszettek viszont már kivétel nélkül agresszívan lépnek fel a betolakodókkal szemben. Semmi jele sincs komoly törzsi szervezettségnek, csak néhány tagjuk áll a Megtörtek kötelékében.

### Driád
A driádok némileg a kentaurokra emlékeztető, félig tünde, félig szarvas testű lények, hasonlóan férfi megfelelőikhez, a Liget Őreihez (Keeper of the Grove). Cenarius ős leányutódaiként feladatuknak tekintik az erdők védelmezését a betolakodókkal szemben. A Warcraft III-ban a driádok az éjtündék seregében harcolnak, és ellenállók minden varázslattal szemben. A World of Warcraft-ban az elhunyt Cenarius emlékéből az általa életre hívott természetvédelmi szervezetek (Emerald Circle, Cenarion Circle…) támogatói, de továbbra is az éjtündék barátjai és így a Szövetség segítői. A játék második kiegészítőjében megjelent egy új típusuk: a nimfák (nymph). A nimfák Northrend élővilágát óvják és szívesen fogadják mások segítségét is.

### Ember
Az azerothi emberi faj ősének a vas vrykult tekintik, amely a "Hús Átkának" (Curse of Flesh) hatására átalakult közönséges élő vrykullá, majd Azotha fajjá. Az első törzsi szövetséget Arathor zászlaja alatt kötteték meg a trollok legyőzése céljából. A faj gyorsan terjedt el a Keleti Királyságok (Eastern Kingdoms) kontinensén és remek diplomáciai érzéküknek hála hamar szövetséget építettek ki a harcias hegyi törpékkel, a művelt nemeselfekkel, és a találékony gnómokkal. Saját belső ellenségeskedéseiken kívül nem voltak veszélyben, viszont az első háború óta színre lépő Ork Horda miatt kénytelenek egyre fájdalmasabban világban élni. A harmadik háború alatt pedig az Élőholt Ostor (The Scourge) által vezérelt Arthas herceg és mentora, a Lich Király jelentette a legfőbb gondot, a Lángoló Légió démonjaival együtt. A Hyjal-menti ütközet után az emberek életcéljuknak tekintik, hogy elpusztítsák a bukott herceget és helyreállítsák egykori meggyengült világi hatalmukat. Az emberi civilizáció már rég letért a primitívnek tartott sámánizmusról, helyükre a titokzatos Arkán és az isteni (Divine) Fény került mind a vallási, mind a kulturális élet középpontjába. Tehetséges mágusaikról és a végsőkig elkötelezett, hősies templomos lovagjaikról ismeretesek.
A Hét Királyság (The Seven Kingdoms) történelme röviden és azok ismert vezetői:
- Stormwind ("Viharvárad") – Az egykori Azeroth, amelyet az első háborúban porig romboltak az orkok, de a második háború alatt újjáépült. Mára ez a város a faj központja és az egyetlen megmaradt szabad királyság a kontinensen. A király és így az egész emberi faj vezetője Varian Vrynn.
- Lordaeron ("Léguraföld") – Az Arathor nemzetség fővárosa és egyúttal királysága volt egykoron. Az első és második háborúban kiemelkedő szerepet töltött be az Ork Horda elleni szövetség létrehozásával és fenntartásával, ám a harmadik háború alatt az emberek és szövetségeseiknek központjává vált, az élőholtak elleni utolsó védbástyaként pedig sokáig állta a szentségtelen inváziót, de miután II. Terenas Menethil királyt saját fia és a trónörökös, Arthas Menethil megölte, a birodalom bukása elkerülhetetlenné vált. A belső élőholt polgárháború során Szélfutó Sylvanas (Windrunner) megkaparintotta magának a város romjait és az alatta húzódó hatalmas csatornarendszert, így mára Undercity néven a Kitaszítottak (The Forsaken) fővárosa lett.
- Alterac ("Ógádoros") – Az első háború során elpusztult Azeroth és a további harcokban oroszlánrész vállaló Lordaeron teljes képtelenségnek tartotta, hogy a Szövetség esetleges árulói közt a legnagyobb pont az egyik királyságuk lesz majd. Az Aiden Perenolde főúr által kormányzott birodalom ugyanis az Ork Hordával szövetkezett, így reméltek nagyobb befolyást a formálódó új világrendben. Addig sem volt hű szövetséges az Alterac hegységében elterülő királyság, de a Sötét Portálon keresztüljött orkok veresége után anarchiába süllyedt, majd a király legbefolyásosabb barátai által alapított Szindikátus nevű bűnszövetkezet vette át a hatalmat. A bűnözők javarészt eltűntek a Blackrock ork klán hódításai nyomán, mára az ogrék szállták meg az árulók lepusztult városát.
- Stromgarde ("Viharlejtő") – Az Arathi Felföldeken (Arathi Highlands) alakult meg az első emberi királyság. A trollháborúk alatt az emberek támogatásukról biztosították a nemestündéket azzal a feltétellel, hogy megtanítsák bölcseiknek a varázslat tudományára. Az ellenséges Amani trollok bukása után a tündék állták a szavukat, és a legendás Trollcsapó Thoras (Trollbane) vezette királyság pedig hűséges társa lett a Lordaeron Szövetségnek (Ez amúgy a mai Szövetség (Alliance) elődje). Kitartásukról és az emberiség védelméről mindig gondoskodtak és mikor Khaz Modant az orkok megszállták, az elsők között indítottak ostromot velük szemben. Ám bátor fellépésük nem járt sikerrel, sőt, városukat a Horda ostromolta és csak hatalmas veszteségek árán tudták legyűrni őket. A meggyengült királyságnak a harmadik háború alatti élőholtak és Arthas adta meg a kegyelemdöfést. Mára az egykori büszke és nemes városuk háromnegyede a Szindikátus kezére került, akik az Ork Hordától dezertált bestiális tagjaival osztoznak a területen, míg az egykori városlakók és helyőrség vagy elmenekült vagy a romok közt bujkál.
- Gilneas ("Gilnász") – Lordaerontól távol, Ezüstfenyő erdőtől délnyugatra fekvő félszigeten létezett egy erőteljes királyság, Gilnász. Ám vezetőjük, Szürkesörény Grenn (Greymane) nem volt nagy támogatója a Szövetségnek, a második háború alatt egyre jobban elszigetelte magát és népet a nagyvilágtól. A harmadik háború alatt pusztító élőholt seregektől tartva pedig már a teljes elszigetelésben látta királysága túlélését és felépítette a Greymane falat. Ennek köszönhetően a falakon túl semmi információ nem jut ki izolált helyzetükről és külföldieket sem engednek be. A Kataklizmát követően az erődrendszer elpusztult, így szabad utat hagyva a fenyvesek igazi fenevadjainak, a worgeneknek, akik a "Worgen" átkot elterjesztve Gilnász teljes lakosságát bestiális farkasemberekké változtatták. A királyságot ezek után a Kitaszítottak támadták meg, és súlyos társadalmi válság keletkezett, így képtelenné váltak egyedül megvédeni magukat, ezért csatlakoztak a Szövetséghez.
- Kul Tiras – Gilnásztól délre található ez a szigeti királyság. Az első háború alatt gyenge, halászatból és kereskedelemből élő birodalom hamar fontossá vált, mikor az orkok Khaz Modan partjaihoz értek, így nyerve erős posztot a térségben. Lordaeron szövetségeseinek köszönthetően Kul Tiras megerősödött és Büszkemocsár Daelin (Proudmoore) főadmirális vezette óriási hajóflottával az emberek sikerrel vették fel a harcot a tengeren, majd a második háború végeztével visszatérhettek kikötőikbe. Ám a nagy örömmámorban nem törődve az utánpótlással, a harmadik háború erre a királyságra is elhozta a végzetet és a birodalom pusztulását túlélők nyugat felé hajóztak, Kalimdor irányába...
- Theramore – Kul Tiras pusztulását túlélő emberek százai kerestek menedéket Dustwallow Marsh (Pordagonya Lapály) egy távoli, nagy kiterjedésű szigetén. Az egykori főadmirális, Büszkemocsár Daelin lánya, a tanult és szépséges Jaina (Proudmoore) mágushölgy sikeres diplomáciával elérte Kalimdor orkjainak elismerését, így felépíthette Theramore kis királyságát. Mára virágzásnak indult és gyakorlatilag második Kul Tirasként rendezkedik be az emberek számára talán idegen kontinensen.
- Dalaran – Az emberi arkán mágiák és tudományok fellegvára, egyike a Hét Királyságnak. Az egykor Alterac hegyeitől nyugaton álló város és királyság a Lordaeron Szövetség számára biztosította a legismertebb mágusokat és az egykori titokzatos Tirisfal Őrzőknek fontos utánpótlást jelentett (Medivh előtt..), ám harmadik háború alatt Arthas megostromolta, majd végül Archimonde démon eredár pusztította el súlyos, sötét mágiákkal. A Violet Citadel (Ibolya Fellegvár) bukásával csak romok maradtak ebből a gyöngyszemből, de a háború után elkezdődött az város újjáépítése. Hosszú évek múltán Dalaran újra régi fényében tündökölt és visszaállt a főmágusok vezette hatalom, a Kirin Tor is. Az egykori számkivetett, majd újra befogadott és tehetséges mágus, Vöröshajú Rhonin (Redhair) (avagy magyar fordításban Rónín), mint a város főmágusaként új fenyegetéssel került szemben: Az Outlandon legyengített démonok után újra Azeroth került nagy veszélybe, mivel Arthas kihirdette az új élőholt inváziót és a Kék Sárkány Aspektus vezetője, Malygos (Maligosz) pedig megkezdte a halandó mágia elleni Nexus-háborút. A két, amúgy egymással közömbös ellenség Northrend fagyos világában helyezkedtek el, emiatt pedig Rhonin kénytelen volt a frissen újjáépült városát egy az egyben az északi fagyvilágba teleportálni. Ma Kristálydal (Crystalsong) erdeje felett magasan lebeg Dalaran, félúton a Lich Királytól és a megőrült azúr sárkányokat vezető Maligosztól. Az óváros helyén mára csak egy hatalmas, ibolyaszínű mágikus ködtől megtelt kráter maradt.

Az emberek természetesen nem feltétlenül hű alattvalói királyaiknak, főleg válságos időkben nem. Három jelentős és nagy kiterjedésű bűnhálózat létezik párhuzamosan a Keleti Királyságok kontinensén: Az első kettő a Szindikátus (The Syndicate) és a Defiás Testvériség (The Defias Brotherhood). A Szindikátus élén Aliden Perenolde áll és Hillbrad Foothills (Hillsbrad Járóföldek) egy távoli zugából irányítja a kontinens északi részére kiterjedő bűnszervezetét. A Szindikátus legfőbb ellensége a titokzatos Ravenholdt zsiványszervezet. Ez a két tolvajbanda igen ellenséges viszonyban van egymással, de míg a Ravenholdt-al könnyű összebarátkozni, a Szindikátussal nehezen, de akár tagja is lehetsz, természetesen a másik banda kárára. A Defiás Testvériség viszont jóval zárkózottabb, a Keleti Királyságok déli része a felségterülete és vezetőjük Edwin VanCleef. VanCleef sikeresen létrehozott egy igen erős bűnbandát, melynek központja a Westland (Nyugatföld) déli részén található Moonbrook kisváros és a város alatti tárnarendszert alkotó Deadmines lett. A viharváradi SI:7 titkosszolgálat egyes tagjai sokan tudnának mesélni a bűnbanda létrejöttének okairól, de ez a helyi westlandiak nem sokat segít, szenvedtek a bűnözéstől, egyre gyakoribbá váltak a rablások és gyilkosságok. majd megelégelve a dolgot, létrehozták a People's Militiat (Az emberek milíciája), hogy megvédjék tulajdonaikat és szeretteiket a sorozatos támadásoktól. Ám a Testvériség magát a főváros is bevették, legalábbis annak csatornarendszerében húzódtak meg és Elwynn erdei közt is bujkál számottevő tagjuk. A harmadik bűnszervezet egy kalózhálózat, a Falrevere báró és főkalóz vezette  Vérvitorla Kalózai (Bloodsail Buccaneers). A kalózok szinte csak is kizárólag a trópusi Stranglethorn Vale (Fojtótövis Völgy) déli részén ólálkodnak, értelemszerűen a közeli Boot Bay (Csizma Öböl) városából induló és oda igyekvő hajókra vadásznak. Legfőbb ellenlábasaik a Blackwater Raiders (Feketevíz Fosztogatók), ám a Szindikátushoz hasonlóan a Vérvitorla martalócaihoz is lehetséges csatlakozni.

### Kitaszított élőholt
Az élőholtak a Lich Király kegyetlen kísérleteinek eredményei amit az Élőholt Betegség (The Blight) okozott. Az élőholtak egy kis csoportja azonban öntudatra ébredt, majd kiszakadt az Élőholt Ostorból, és az egykori ember főváros, Lordaeron romjai, csatornarendszerébe telepedtek le.
Önmagukat a Kitaszítottaknak (Forsaken) kezdték nevezni, és Szélfutó Sylvanas (Windrunner), az egykori Quel'thalas nemeself birodalom íjászparancsnoknőjének vezetése alatt bosszúra szomjasan keresik a módját mind szörnyűséges torzulásuk kezelésére, és mind az őket megrontó hatalmasság legyőzésére.

### Furbolg
A furbolgok medveszerű lények. Kalimdor földjén élnek és puszta karmaikkal harcolnak, néha azonban primitív fejszét, pörölyt vagy lándzsát hordanak maguknál. Sámánista életmódot élnek. Sámánjaik képesek gyógyító varázs és varázsvillám idézésére, vadászaik pedig a tündetűz varázst ismerik. Néhány furbolg törzs a Szövetség oldalán harcol, a legtöbbet azonban a Lángoló Légió gonoszsága megfertőzte, így mindenkire veszélyesek. Northrend fagyvilágában a furbolg törzsek csak Grizzly Dombok területén fordulnak elő és mindenkivel ellenségesen viselkednek, két törzsük pedig a kidőlt Vordrassil világfa gyökereinél alapított Grizzlemaw feletti uralomért harcol.

### Gnoll
Alacsony termetű, agresszív, hiénaszerű humanoid lények, amelyek elsősorban a Keleti Királyságokban élnek nagy számban. Fejszével és kis pajzzsal harcolnak, de találhatók gyógyfűvészek és varázsvillámmal támadó sámánok is. Bár erősek és harciasak, marakodó természetük miatt képtelenek szervezetten működni, hogy a nagyobb zsákmány reményében kisebb városokat, falvakat megostromoljanak és ha még súlyosan meg is sérülnek, gyáva mód futásnak eredhetnek. Táboraikat főleg a puszták és elhagyott kőépítmények tövében lelhetők fel, legnevezetesebb (és a játékosok által csak a WoW-os Chuck Norris II(?)-nek tartott) tagja pedig Hogger.

### Gnóm
A gnómok aprócska, emberszerű lények, igen fejlett gőz- és villanyáram technológiával, illetve a titkos mágiával kapcsolatos tudással.
A második háborúban a gnómok a Szövetség oldalán harcoltak, a harmadik háborúban viszont nem vettek részt (így a Warcraft II-ben szerepelnek, a Warcraft III-ban viszont nem). Amikor csúcsmodern metropoliszukat, Gnomeregant megtámadták a troggok, a gnómok elmenekültek és a közeli Ironforge nagyvárosában a törpök segítségével találtak menedéket. A gnómok építették a földalatti vasutat Ironforge és Stormwind között.
A World of Warcraftban a gnóm a tíz játszható faj egyike ám vannak egyéb nem-játszható alfajok is:

#### Leprás (Leper) gnóm
Ők Gnomeregan ostromának igazi áldozatai, a barbár hordák pusztítása nyomán ugyanis érintkezésbe kerülhettek különféle veszélyes kémiai- és biológiai anyagokkal, így bőrük bezöldül, szemükön sárga hályog keletkezett. Sorsukban beletörődve nem keresik a kapcsolatfelvételt a többi gnómmal, ám megőrizve kivételes szaktudásukat, gyakran fellelhetők más ellenséges fajok háza táján.

#### Homoki (Sand) gnóm
Kivételesen ritka alfaj, amely csak Outlandon, a terokkar erdei Bone Wastes (Csontmeddők) felszíne alatt élnek. Felépítésük a hagyományos gnómokra emlékeztet, ám jóval primitívebb kultúrát képviselnek mivel sámánhitűek és arcukat is a trollokhoz hasonlóan festett faálarccal takarják el. Egyes kalandozók beszámolói szerint hirtelen tűnnek elő a semmiből, áldozataikat pedig lehúzzák a mélybe, viszont bizonyítékok híján ezek nem többek, mint hallucinációk, de azt kétségtelen, hogy egyfajta "Eastern Eggs" húzás, tehát poénként építették be a készítők a Warcraft világába.

### Goblin
A goblinok (más néven manók) zöld, apró termetű emberi teremtmények. Ősi faj, amely az Örvény körül megmaradt Kezan szigeten alakultak ki. Évszázadokig a szigeten uralkodó dzsungel trollok rabszolgáiként tengették nyomorúságos életüket, akik a földdarabból kiemelkedő Kajara vulkánhegyből kinyert kaja'mite érceket szedették össze velük. A trollok ezeket a különleges fémeket vudu rituálék során használták fel, de a bányászgató kis népségnek a kőzet kisugárzása kisebbfajta mutációt eredményezett: Intelligensebbekké, és ravaszabbakká váltak fogva tartóiknál, majd föllázadtak. Az alkímiát és a primitív mérnöki gépezeteket kifejlesztve kiszabadultak az aknák sötétjéből, és elfoglaltak több rabszolgatábort is, végül pedig a megszerzett településeket egyesítve létrehozták Undermine fővárosát, és elűzték a trollokat. A goblin kultúra terjedésével a sziget uralkodó fajává váltak, keresztül-kasul behálózták világukat alagutakkal, földalatti csatornarendszerekkel.
Az első háborúban a goblinok veleszületett kapzsiságuk előtt határtalan lehetőségeket nyíltak meg, ők lettek Azeroth legbefolyásosabb kereskedői. A hatalmas aranyhalmok legtetején a kereskedőhercegek (trade prince) álltak, akik csak is a Pénz szavában hittek, és elkezdték Kezanból kiépíteni piacaikat, mikor elindultak a nagy kereskedőhajók armadái (The Trade Fleets). Ezek az iparmágnások Kalimdor több területén monopóliumokat szereztek, és egyes vezetőik kartelleket alkottak a jobb piaci részesedés biztosítására, a konkurenciát pedig -főleg ha az fajtabeli volt- eltették láb alól (A leggazdagabb kereskedőherceg kartellje a Steamwheedle). Sok kereskedőherceg támogatta az Ork Horda második hadjáratát, hogy nyereséget csikarjanak ki a viszályból. Ám a Horda csődöt jelentett, és a második háború után kialakult erőviszonyokhoz gyorsan alkalmazkodni kellett, különben elveszítik a Lordaeron Szövetség bizalmát (és a királyi kincstáraikat). A harmadik háború végén a pillanatnyi fegyverszünetet kihasználva befurakodtak mindkét fél legjobban jövedelmező piacaira, és függetlenséget kiáltottak ki. Semleges szemlélőként, a sorsuk önmaguk kovácsaként csak a profitra ügyelnek. Minden goblin város a helyi kereskedelmi kartellnek tartozik elszámolással, és ők is válasszák meg a városvezetés tagjait is.
Hitviláguk a főszigetet uraló troll samanizmus volt, de miután átvették a hatalmat, csak a nagybetűs Aranynak hódolnak, amit kétségtelenül politeista (több arany=több nyereség) módon teszik. Mérnöki zsenialitásuk gyors ütemben fejlődött, és hamarosan már a gnómokkal versenyezve fejlesztették technológiájukat, több helyen be is érték őket. Ismert goblin művek a jókora léghajók (Zeppelin), de ők készítik a rohamosan terjeszkedő Venture Co. fakitermelő mamutvállalat fűrészrobotjait is. A goblin mérnökök mégis a robbantásban szerzett tapasztalataik nyomán váltak híressé, többféle gránátot, dinamitot sőt robbanó robotokat is terveztek, ezzel kiegészítve egyesített seregeiket akik -ha a helyzet úgy kívánja- készek megvédeni a Kereskedő Flotta érdekeit. Az alkímia terén is nagyot alkottak, kísérletezéseik során (hogyan lehet egyszerű vasból aranyat csinálni?) létrehoztak egy vegyszerekkel felturbózott alfajt is, a hobgoblint, akiről a találékony tudósaik megállapították, hogy "nagyobb, erősebb, és még hülyébb", mint normál társai.
A World of Warcraftban eredetileg négy semleges, goblinok vezette város volt: Booty Bay, Everlook, Gadgetzan és Ratchet. Ezekhez csatlakozott a kiegészítőben Mudsprocket, Area-52 (Outland) és a K-2 (Northrend). A játékban egyedülálló módon két városában találhatók aukciós házak, amelyeket mind a Szövetség, mind a Horda tagjai közösen használhatnak.
A World of Warcraft harmadik kiegészítője, a Cataclysm után viszont a kereskedelmi szövetségek íratlan szabályai Kezan pusztulását követően érvénytelenné vállnak, és a túlélők egyik csoportja a "Fenékvíz" (Bilgewater) kartell vezetése alatt újra csatlakozik a Hordához.

### Hárpia
A hárpiák egy különös keverékét képeznek egy árnyelf nőnek és egy ragadozómadárnak, akik Kalimdor nyugati területén magasló Kőkarom (Stonetalon) hegységekben fejlődtek ki, de saját teremtésmítoszuk szerint Azshara királynő átkozta meg első, akkor még árnyelf asszonyokat, amiért azok nem engedelmeskedtek neki. A faj főleg szülőföldjének kontinensén fordul elő, rendkívül agresszívak, a területükre betolakodókat azonnal megtámadják, a magányos kalandozók és kereskedőkaravánok rémei. Felső testüket primitív ruházattal takarják el, de karjuk szárnnyá alakult (bár rendelkeznek kézfejjel), alsó testük pedig lényegében a valódi vadászmadarak felépítését örökölte. Mivel a hárpiák csak is kizárólag nőnemű ősöktől származnak, matriarchális törzsi közönséget alkotnak, tojásaiból pedig csak hárpialányok kelhetnek ki, mint anyjuk pontos másai. A faj tagjai éles karmaikkal harcol, de ismert, hogy egyes példányok képzettek az elementális varázslatok terén, így képesek szélvihart kelteni és varázsvillámot megidézni.

### Kentaur
A kentaurok a Warcraft univerzumban Cenarius elfajzott leszármazottai. Mitológiai megfelelőikhez hasonlóan félig ember-, félig lótestű lények. Kalimdor kontinensén számos, egymással is háborúban álló kentaur törzs él, ezek közül a legnevezetesebbek a Kolkar, a Magram és a Gelkis. Ők mindannyian a lepusztult Desolace uralmáért küzdenek. Mulgoreban a taurenek ősellenségei hódító szándékaik miatt, de Barrens óriási szavannája közti ritka oázisokat is bitorolják.
A Wrath of the Lich King kiegészítőben megjelent egy újabb típusa, a Magnataur. A magnataur szintén emberi felsőtesttel rendelkezik, ám felépítésének további része óriási mamut altest, állkapcsukból is egypár hatalmas agyar nőtt ki. Primitív kultúrájuk a sámánizmusra épül, de termetük miatt kobold rabszolgákkal végeztetik el a legtöbb munkát, fővezérük pedig Grom'thar.

### Kobold
A koboldok patkányszerű humanoid lények, amelyek elhagyott bányákban telepszenek meg. Általában egyedül járnak a tárnák közt, de nyomorúságos sorsuk miatt gyakran csoportokba verődnek és megtámadhatják a kalandozókat. Különös vonzalmat éreznek a fejükön olvadózó gyertyák ("Nem veszed el a gyertyát!" – You no take candle!) iránt. A northrendi snoboldok szövetségben állnak az óriási magnataurokkal és az ő kedvencük a fejükön található tányérok, amelyekben élénkvörös virágok vannak.

### Makrura
A makrurák (avagy rák-, homáremberek) az Örvény körül létrejött naga civilizáció, a Nazjatar mentén alakultak ki, főközpontjuk Mak'aru. Testük rákfelépítésű és csak nagy ollóikkal képesek fogni, ebből adódóan alkalmatlanok az eszközhasználatra is. Matriarchális (nőközpontú) társadalmukban gyakorlatilag hímek nem is léteznek, kultúrájuk nem ismer semmiféle technológiát vagy művészetet, mágiájuk is rendkívül korlátolt, de mindezek ellenére sikeresen alkalmazkodtak környezetükhöz, sőt az Örvény felé néző partok menti óceáni éghajlaton is előfordulhatnak, a víz fenekén keresgélve kedvenc táplálékukat, az óriás kagylókat, de olykor krill csapdákat is készítenek. Különálló, elszigetelt törzseiket csak színárnyalatuk segítségével lehet megkülönböztetni, közös vezetőjük nincs. Outlandon ugyancsak előfordulnak, ott bogstrokoknak nevezik és csak Zangarmarsh nedves klímájában képesek életben maradni.

### Murloc
A murlocok (avagy murlokok) leginkább békákra emlékeztető emberszerű, szánalmas lények. Vízparton illetve mocsarakban táboroznak, jól felismerhető nádtetős, magas cölöpökre épült otthonaikban élnek, képesek fegyvereket kovácsolni és gyakran található köztük sámán módjára támadó és gyógyító példányok is. Primitív társadalmukban csak a különféle tarka bőrszínük különbözteti meg őket a többiektől és csak legnagyobb törzseikben fordulnak elő a vezetői szervezés jelei. A Lángoló Légió több törzsüket megrontotta, így alakultak ki a mur'gulok. Ezek a murlokok valódi szörnyetegek, de intelligensebbek is eredeti fajuknál és bármennyire is brutálisak, mégis félnek a nagáktól, akik rabszolgaságba taszították őket.
Northrend kevésbé hideg részeiben ugyanakkor kialakult egy másik különálló fajuk, a gorlocok. Ők már kevésbé veszélyesek, többnyire a szárazföldi tavak mentén, illetve Sholazar medencében fordulnak elő, közös ellenségükként pedig a wolwar rozsomákembereket tekintik. Egyes feltételezések szerint ők a murlok evolúció következő lépcsőfokai, de az biztos, hogy a párás, buja dzsungelben tanyázó törzsszövetségük, az Orákulumok (The Oracles) ennek a kivételes feltételezésnek a jó példája, akik kötelezettségüknek érzik környezetüket óvó titánstruktúrák- és technológiák megismerését és védelmét. A Wrath of the Lich Kingben lehetséges a gorloc törzsszövetséggel való kapcsolat.

### Naga
A naga faj az Előkelők több nemzetségéből alakult ki, akik az ősök háborújában elvesztették a Végtelen Forrás (Well of Eternity) feletti uralmat. Az árnyelfek ismert alakjai, mint Malfurion, Tyrande kaldorei szabadságharcosokkal együtt elpusztították a Lángoló Légió által megfertőzött szent forrást és az azt követő óriási kataklizmától nem tudtak az Előkelők legrangosabb tagjai megmenekülni, így az arkán mágia pusztító kavarodásából létrejött Örvény (Maelstrom) fogságába kerültek. Hogy Azshara királynő megmentse leghűségesebb alattvalóit, alkut kötött a Titánok által száműzetésbe került Ősistenekkel (Old Gods). A sötét szövetség eredményeként túlélték az óceán szélsőséges világát, ám a rájuk olvasott átok szörnyeteggé alakította őket. Egykori kecses alkatuk teljesen eltorzult, a férfiak izmos harcosokká, míg a nők négykezű tengeri boszorkányokká váltak.
A nagák az Örvény szélén felépítették Nazjatar birodalmukat és évezredekig rejtve élték életüket egészen Illidan színre lépéséig. A démonizált árnyelf Kil'jaeden eredárdémon parancsára megidézte Azeroth két kontinense között elterülő óceánból a nagákat, akik Vashj tengeri főboszorkány vezetése alatt újra szövetkeztek a démonokkal. Külvilágba (Outland) táboroztak le fiatal, újkori leszármazottaikkal, az éppen exodusukat élő vérelfekkel együtt, hogy az Árulót segítsék. Illidan végül visszatért Azerothra és párbajra hívta Arthas halállovagot a Lich Király ereje feletti uralomért. A küzdelemben alulmaradt és a nagák is szétszóródtak szerte Azeroth tenger közeli partjainál, de Külvilágban felépítették Zangarmarsh nedves, párás közegében a Spirálkarom (Coilfang) vízgyűjtő rendszert, hogy a darabokra esett világban is életbe tudjanak maradni.

### Ogre
Az ogrék (avagy ogárok) nagy termetű, csúf teremtmények, amelyek Draenor világából érkeztek, az orkokkal együtt. Kövérek, ostobák és erőszakosak. Általában egyetlen ágyékkötőt viselnek, fegyverük pedig jókora buzogány.
A második háborúban az orkok oldalán vettek részt, de később elhagyták őket, csak a Kőököl (Stonemaul) klán egy töredéke maradt a Horda kötelékében. Őseik a gronnok, akik hatalmas termetű, tüskés óriás fél-istenségek és ennek megfelelően közös vezetőjük is a gronn-ok legerősebbike, Gruul, a Sárkányölő (Dragonkiller).
Ork boszorkánymesterek praktikái hozták létre az ogre mágusokat, amelyeknek két fejük van, jóval intelligensebbek a közönséges ogréknál és képesek vérszomjassá hergelni társaikat és önmagukat. Az első ogre mágus Cho'gall volt. Gruul uralta Pengeél (Blade's Edge) hegység magaslataiban táborozik egy független, a démoni előretöréstől szenvedő frakció is, az Ogri'la.

### Ork
A görnyedt tartású, harcias és emiatt egyszerű barbár népségnek lenézett orkok (orc) Draenor világából származnak, szülőföldjük is a planéta zöldellő területe, Nagrand. Békés kultúrájukkal és kiegyensúlyozott szellemvilágukkal harmóniában éltek a fényben élő naruuk védenceivel, az eredárokkal (akik később a draenei nevet veszik fel új otthonuk tiszteletére) és harcoltak az agresszív ogrékkal szemben. Majd 5.000 ezer éve tartó nyugalom után a Lángoló Légió felfedezte ezt a világot, Kil'jaeden, a Csábító megbabonázta az orkok egyik leginkább megbecsült fősámánját, Ner'zhult és Mannoroth veremúr király mocskos vérét megitatva az ork harcosokkal démoni vérátokkal fertőzte meg az egész fajt, majd Draenor második népe ellen vezette őket. Brutális hadjáratukkal szinte teljesen kiirtották a draeneieket (majdhogynem minden más egyéb életformával együtt), ám Ner'zhul nem volt képes az őrületbe hajszolt ork klánok egymás között kitört zavargásait és mészárlásait lecsillapítani, így helyére Gul'dan boszorkánymester került, aki megalapította a társadalmuk felett álló Árnytanácsot (Shadow Council), hogy egy kézben tartsa és démoni feljebbvalói kedvére irányítsa a vérszomjas Ork Hordát egy névleges bábuval, Blackhand vezérrel együtt. Az egykori társfaj által uralt területek meghódítása után az Árnytanács végre nekikezdhetett igazi tervének és előkészítették az utat Azeroth gyanútlan világának leigázására. Egy áruló tébolyult mágus, Medivh támogatásával dimenziójáratot vágtak a két világ közzé, ismertebb nevén a Sötét Portált (Dark Portal) és óriási seregüket keresztülhajtották rajta. A hódítók első áldozata Viharvárad (Stormwind) Királysága lett és a birodalom bukását a többi szövetséges királyság sem kerülhette volna el, de ellentámadásba lendültek és sikerült megzavarni, majd ketté is osztani az Ork Hordát. Az Árnytanács részben elvesztette teljes befolyását, ám egykori bábjuk, Feketekéz önkényesen kinevezte magát az orkok vezérének és folytatta a hadjáratot, ugyanakkor Durotán és a Hófarkas (Frostwolf) klánja felhagyott az invázióval és a messzi Alterac hófödte hegyekben bújtak el Gul'dan bosszúja elől. Az első háború végül az Ork Horda vereségével ért véget, Feketekéz elestével pedig Végzetpöröly Ogrim vette át a hatalmat és elpusztította az Árnytanácsot, legalábbis azt hitte, hogy elpusztította. Távol Ogrim haragjától, az Örvény közelében található Megtört szigetvilág egyik darabján Gul'dan sötét nekromanciával kísérletezett és elrejtette titkát Sargeras sírjába. Az Ork Horda viszont érdeklődött az sötét boszorkányokból erőszakkal feltámasztott halállovagok iránt, de hiába, a második háborúban az emberi uradalmak által életre hívott Lordaeron Szövetség újra leverte az ork előretörést, majd a Sötét Portálon át menekülő zöldbőrűek után eredve végleg megtörték a Hordát. Draenor világa ezután a főboszorkány által megidézett Örvénylő Éter (Twisting Nether) pusztító tombolása miatt darabokra esett szét, létrehozva a Külvilágot (Outland) és az emberek által küldött expedíciós sereg pedig -hogy megmentsék anyavilágukat a pusztulástól- magukra zárták a Sötét Portált.
Az Azeroth-ban maradt orkokat ezután internálótáborokba zárták vagy bujdosni kényszerültek a Keleti Királyságok területein, de egy szívtelen ember nemes által felnevelt ork, Thrall új reményt keltett, felszabadította testvéreit és Arathi Felföldet tették az újjászületés előtt álló Horda központjává. Thrall tisztában volt azzal, hogy az egyesítés nem mehet végbe a démoni vérátok leküzdése nélkül, így az ősi ork hagyományokhoz terelte vissza népét, hogy megszabaduljon múltjuk utolsó darabjaitól is, továbbá békét kerestek korábbi ellenségeiknél. Faját sikerült az új otthonukban Kalmidor kontinensére vezetni és több őslakó fajjal (tauren, troll) való megbarátkozás után újra erőre kaptak. Megszerezték Barrens-től keletre fekvő vörös pusztaságot, amit Thrall legyilkolt apja tiszteletére Durotarnak nevezett el és megalapította az ork szabadságharcok alatt elesett Ogrimm nevében Ogrimmar nagyvárosát. Az új ork hatalom sikeresen fennmaradt, sőt, Büszkemocsár Jaina (Proudmoore)-nek köszönhetően a Lángoló Légiót másodjára is leverték, évtizedekkel ezelőtt a vérátokból először részesült Csatadal (Warsong) klán vezérének, Pokolsikoly Grom (Hellscream) áldozatának hála pedig végleg elpusztították Mannoroth szörnyű pecsétjét és Theramore királyságával békében élve végre biztató jövő elé nézhettek...

#### Mag'har orkok
A mag'har barna bőrű ork nemzetség a Lángoló Légió előtti állapotokat megőrizve menekült meg a démoni vörös vérbajtól. Geyah nagyanya óvta meg őket az egyre sötétebb, kaotikusabb ork egésztől, a Sötét Portál megnyitása után viszont béke köszöntött rájuk, mely a második háború végén felrobbant Draenor vetett véget. Mára Thrall hadúrral közösen építik újra kapcsolataikat, de a legendás Pokolsikoly Grom fia, Garrosh a Csatadal klán fiatal vezére kihívta az Új Horda megbecsült hadurát és az amúgy is heves természetéről ismert Varian Wrynn királlyal való nézeteltérései egy újabb ork-ember konfliktus lehetőségét vetítik előre...
Ismertebb klánok:
- Mok'Nathal ("The Sons of Nath"; Nath, az ogre háborúisten fiai) – Vezetőjük Leoroxx fél-ork, de fia, Rexxar is ugyancsak ogre-ork félvér. Az egyik legősibb klán, ugyanakkor tagjaik közt megtalálhatók tisztán ogrék és orkok is.

#### Új Horda orkjai
Az első és második háború alatt Mannoroth rontása által őrületbe hajszolt ork klánok lettek a Lángoló Légió addigi leghatékonyabb eszközei. A Sötét Portálon keresztül letarolták az útjukba kerülő emberi világot ám mindkét nagy háborúban vereséget szenvedtek és csak az egykori Hófarkas klán fiatal sámánja, Thrall fáradhatatlan munkájának köszönthetik fennmaradásukat, vezetése alatt végre elnyerték méltó helyüket Azeroth planétán és ezek a démoni átokból kigyógyult zöld orkok magukra találtak, az egykori ellenségeiből (ogrék, trollok, vérelfek) összekovácsolt Új Horda pedig komoly befolyásra tett szert. A zöld színű orkok a World of Warcraft tíz játszható fajának egyike. Legendás harcosuk az Ahn'Qiraj invázió idején az Új Hordát képviselő Varok Saurfang Főhelytartó (High Overlord).
Ismertebb klánok:
- Frostwolf (Hófarkas) – Durotán volt, de az Árnytanács bérgyilkosai megölték. Mára fia, Thrall vette át a hatalmat nemcsak a klán, hanem a felszabadított orkok ezrei felett is.
- Warsong (Csatadal) – Ismert vezetőjük Grom, mára fia, a mag'har Pokolsikoly Garrosh (Hellscream).
- Az Új Horda szövetséges fajai: Darkspear (Sötét lándzsa) trollok; Bloodhoof (Vérpata) taurenjei és az Élőholt Csapásból (Scourge) felszabadult Forsaken (Kitaszított) élőholtak. A harmadik háborút követően több vérelf csoport visszatért a Külvilágról Azerothra, és a Szövetség kegyéből kiesve, csatlakoztak az Új Hordához.

#### Sötét(Dark)Horda orkjai
Jellegzetes hamuszürke bőrükről ismeretes orkok a Fekete szikla (Blackrock) mélyén tanyáznak. A második háborúban az orkok a Fekete szikla ormában (Blackrock Spire) építették ki főhadiszállásukat, ám Végzetpöröly Ogrim megostromolta az erődöt és megszerezte a Fekete szikla klántól, hogy szabad utat biztosítsanak Lordaeron királyság felé. Miután a Fekete Vigyor (Black Tooth Grin) klánt jó néhány szövetségesével együtt a Lordaeron Szövetség szinte teljesen megsemmisítette, Rend és testvére, Maim szövetséget kötött és kettős haduraságuk vezetése alatt a túlélők elbujdostak. A második háború vége felé Ner'zhul vissza akarta csatolni őket az eredeti Hordához és a kettős vezetés egyik hű szövetségesének, a Sárkánybendő (Dragonmaw) idomított hüllőire is fájt a foga, ám Rend megtagadta a felajánlást. Hamarosan Nefarian fekete sárkány az uralma alá hajtotta a Fekete szikla klánt és a Sárkánybendők is sikeresen igázták le a vörös sárkányokat. A második háború végén a Sárkánybendő klán nagy csapatokkal visszatért Draenorra, ám ott is vereséget szenvedtek és a Sötét Portál bezáródásával elszigetelődtek, míg a Fekete szikla orkjait a Sötétvas (Dark Iron) törpéi legyőzték, majd felosztották egymást közt a hegy tárnáit. A harmadik háború előestéjén az újjászervezett Szövetség komoly veszélyt látott a Sötét Hordában, akik démoni tébolyukban rohantak le több emberlakta falut és kisvárost, lemészárolva mindenkit és ezzel előrejelezték a Lángoló Légió második eljövetelét. A harmadik háború végeztével megtagadták Thrall hívását, az Új Hordához való csatlakozást és továbbra is ellenséges viszonyba vannak a Szövetséggel szemben.
Ismertebb klánok:
- Blackrock (Fekete szikla) – Az hegység egykori domináns klánja, mára csak marginális, egyike Nefarian szolgáinak. A klán vezére testvére halála után egyedül Fekete kéz Rend (Blackhand) lett, de természetesen csak formálisan, hiszen továbbra is a fekete sárkány uralja népét.
- Dragonmaw (Sárkánybendő) és a Black Tooth Grin (Fekete vigyor) hátramaradt töredéke. Vezetőjük Csontzúzó Nek'rosh (Skullcrusher), illetve Rend.
- A Sötét Horda szövetséges fajai: Erdei (Forest) trollok (mint a Firetree (Tűzfa); Smolderthorn (Parázslóagyar) klán), ogrék (mint a Spirestone (Oromkő) és a fogságba esett vörös-, Nefarian alkotta kromatikus- valamint fekete sárkányok. Elvétve démoni vadak és fél-intelligens szolgák is találhatók a Lángoló Légió által tartott ork boszorkánymesterek parancsnoksága alatt.

#### Káosz(Fel)Horda orkjai
Ezen nemzetségeket teljes egészében felemésztett a vérbaj, bőrük teljesen elvöröslött, szemük is izzóan világít, gerincvonaluk teljes hosszán és testük csontosabb részein pedig fenyegető tüskék állnak ki. Az inváziós seregek legpusztítóbb klánjaiként csaptak le, de mint ismeretes, a harmadik háborúban az ún. "átkozott (tainted) orkok" legnagyobbika, Pokolsikoly Grom saját életét feláldozva megölte Mannoroth veremkirályt és ezzel felszabadította nemcsak magát, hanem az egész faját. Ám a Külvilágban egy újabb vérszomjas veremúr, Magtheridon -feljebbvalói parancsára- elfoglalta Pokoltűz (Hellfire) erődrendszerét és újra megrontotta az ott hátramaradt klánokat, ám tervét végül Illidan hiúsította meg, a sötét démoni árnyelf lett a káosz orkok új vezetője, ugyanakkor a veremurat is életben hagyta, hogy további ork harcosokra tegyen szert a Vérkohó (Blood Furnace) tárnáiból.
Ismertebb klánok:
- Dragonmaw (Sárkánybendő) – A vörös sárkányrend királynőjének, Alexstrasza egykori fogva tartói voltak Lápföldön (Wetlands), mára a Külvilágba kialakult Éterszárny (Netherwing) felett uralkodnak. Vezetőjük Zuluhed a "Hajcsár".
- Shadow Moon (Árnyhold) – Egykor Ner'zhul formális klánja volt, mára Illidan vezeti, aki a klán jól képzett tudósaival és beavatott boszorkánymestereivel elfogott mag'har orkokat mutál át kaotikus megfelelőikre.
- Shattered Hand (Meghasadt Kéz) – Vezetőjük Illidanhoz hű Pengeököl Kargath (Bladefist).
- Bonechewer (Csontrágó) – Az első háborúban az inváziós seregek élén álltak, ám végül mégis az ő veszteségeik lettek a legnagyobbak amikor a Lordaeron Szövetség már Draenor világukban támadta a Hordát. Vezetőjük Gerinctörő Tagar (Spinebreaker).
- Bleeding Hollow (Vérző Völgy) – A második háború egyik legendás klánjaként, akik sikeresen elkerülték a Szövetség elfogatását. Amikor Ner'zhul elkezdte az Örvénylő Éter (Twisting Nether) segítségével több száz portált nyitni szülőbolygóján, a széteső Draenor egyetlen biztos menekülőpontját, magát a Sötét Portált vették be több klánnal együtt a Vérző Völgy tagjai is, hogy Azerothon keressenek menedéket. Ám ezúttal nem menekültek meg és internálótáborokba kerültek, ahonnan több klántag csatlakozott Thrall harcához. A felszakadt Külvilágban viszont a klán nagy része a Káosz Hordához csatlakozott. Vezetőjük Halottszem Jorin (Deadeye), aki felhagyott apja, Kilrogg múltjával és a klán formális vezéreként a Mag'har-okhoz csatlakozott.

### Pandaren
A pandarenek óriáspanda-szerű humanoid lények, amelyek Pandaria földjén élnek. Kultúrájuk az ősi Kínára emlékeztet, járatosak a harcművészetekben és a sörfőzésben. Mielőtt a Warcraft III: Reign of Chaos megjelent volna, a Blizzard bejelentette, hogy a pandaren lesz az egyik új játszható faj, már promóciós képek is megjelentek róluk. Azonban ez csupán áprilisi tréfa volt. Mivel a pandarenek ennek ellenére népszerűvé váltak, ezért játék kiegészítőjében, a The Frozen Throne-ban egy új semleges, felbérelhető hős lett a Pandaren Serfőző (Pandaren Brewmaster). Az egyik küldetésben fontos szerepet kap egy Chen Stromstout nevű serfőző, mint Rexxar, a félogre-félork vadász egyik társa. A World of Warcraftban nem szerepelnek a pandarenek, bár egy-két küldetésben van utalás a létükre. Mielőtt a kiegészítő, a World of Warcraft: The Burning Crusade megjelent volna, a rajongók jelentős része gondolta úgy, hogy Szövetség új játszható faja a pandaren lesz, amíg a Blizzard be nem jelentette, hogy a draenei lesz az új faj. Ám 2011 ben a Blizzard bejelentette a pandarenek megjelenését a játékban és egyben egy új kiegészítő megjelenését a Mists of Pandarian-t ami 2012-től elérhető. A játékban többek között megjelenik egy új kontinens a Panadria, amely a fent említett panadarenek szülőhazája, továbbá új dungeonok és a 90. szint elérhetővé válnak ebben a kiegészítőben. Az új faj mellett megjelenik egy új kaszt is, melynek neve szerzetes (monk).

### Tauren
A taurenek bikafejű, patás lábú humanoid lények, Mulgore zöld pusztáin élnek, ahol kodókra vadásznak. Külsejük a görög mitológia Minotaurusán alapul, míg életmódjuk, szellemviláguk az észak-amerikai indián kultúrára emlékeztet. A tauren harcosok gyakran hatalmas totemeket hordanak magukkal társadalmi rangjuk jeleként és fegyverként forgatva. Népük a harmadik háború idején lépett szövetségre az orkokkal, azóta a Hordához tartoznak. Vezetőjük Vérpata Cairne (Bloodhoof) nagyvezér és Thunder Bluff a fővárosuk.
A taurenek először a Warcraft III: Reign of Chaos-ban szerepeltek, ahol egy erőteljes harcos egységük (Tauren) és egy hősük (Tauren Chieftain, Tauren Törzsfőnök) volt. A játék kiegészítőjében ehhez jött még egy varázsló egység (Spirit Walker, Lélekjáró) is. A World of Warcraft-ban a tauren a tíz játszható faj egyike.
Nem minden tauren fogadta el Thrall ork hadurat; A "Bősztotem" (Grimtotem) taurenjei kiábrándultak Cairne békéről és harmóniáról szóló üzenetéből, és megalapították ezt a szélsőségesen fajgyűlölő törzset, akik saját fajuk mellett minden "kisebb" fajt is ellenségként kezelnek (bár egyes információk szerint néhány elhagyatott élőholttal mégis szóba állnak, ha területeik megvédése során mérges kemikáliákra van szükségük), gyakran fosztogatnak ki goblin, tauren vagy ork településeket.
A WoW második kiegészítőjében, a Wrath of the Lich Kingben megjelent egy nem-játszható alfajuk, Northrend zord világában fennmaradt Taunka nép. Legfontosabb jellemzőjük bölényszerű fejük, szellemviláguk és vadászó-halászó életmódjuk. Az ő vezetőjük Jégköd Roanauk (Icemist) és az egykori főtáboruk Icemist falu Dragonblight-ban.

### Törpe
A törpék (dwarf) jól ismert alkatú, harcias faj. Kevésbé tanultak varázslatok terén, mint az emberek, de néha megesik, hogy fegyvereiket erőteljes mágiákkal erősítik fel. A törpék sokáig magányosan éltek Dun Morogh mélységeiben, ám miután kultúrájuk fejlődésnek indult, társadalmuk több klánná bomlott szét, míg végül egyik klánvezető hatalomvágya miatt ki nem tört egy borzalmas polgárháború, A három pöröly háborúja (War of the Three Hammers). A belviszály rendezése után a Bronzebeard (Bronzszakáll) klán törpéi vették át Ironforge feletti hatalmat és elzavarták a sötétvas klán követőit. Alig hogy kiheverték saját véres viszálykodásaikat, máris egy korábbinál is nagyobb veszedelemmel, az Ork Hordával kerültek szemben. Nem volt elég erejük hogy megvédjék civilizációjukat, de az emberi faj a segítségükre sietett. Nap nap után győzedelmeskedtek és a törpék hűséges támogatói lettek a Lordaeron Szövetségnek, sőt több vörös sárkány nemzetségét is megmentették a rájuk vadászó zöldbőrűektől. Hűségük máig fennmaradt, míg végül Bronzszakáll Magni (Bronzebeard) királyuk vezetésével meghajoltak a Fény oltárja előtt is. A vaskohói törpék egyike a World of Warcraft választható szövetséges fajainak, de vannak nem-játszható alfajok, klánok is:

#### Earthen ősfaj (Földlények)
A "földlények" (earthen) a Titánok egyik első teremtett lényei, amelyek Uldaman titánvárosban fejlesztettek ki azzal a céllal, hogy elterjedésükel megismerjék teremtőik Azeroth ökoszisztémáját és lehetőségeit. Az Azeroth két kontinensén előforduló földlények teste teljes egészében földből áll némi elementál erőkkel együtt, míg Northrend fagyvilágában ezek az ősi teremtmények sziklatestűek, belsejükben kékes mágiafonalak vonulnak végig, szemük is ennek megfelelően sötétkéken világít. Ez az alfaj már szöveteket is hordott és a Titánok belőlük fejlesztette ki a vastörpéket, mígnem minden őstörpének végzeteként a "Hús Átka" át nem alakította őket is élőlényekké, troggokká és törpékké. Primitív druidizmus jellemző rájuk (köszönhetően igazi származási helyüknek, a talajnak s hegyeknek) és a northrendi faj vezetője az Ulduar hegyei közt található Bouldercrag ("Sziklagörgő"), a Kőtörő. A Titánok később visszatértek, hogy a földlényeket felruházzák a húsátok elleni védelemmel, így sikerült több nemzedéket is megmenteni a kényszeres evolúciótól.

#### Wildhammer (Vadpöröly) klán törpéi
Grim Batol városában élő vadpöröly törpéket az Ork Horda űzte el Léguraföld (Lordaeron) távoli vidékére, Hinterlandsra. A zöldellő hegyes vidéken egy őshonos repülni képes állatot, a griffet kezdték háziasítani, így védve meg újdonsült területeiket a betolakodóktól, majd évszázadokkal később már a Szövetség számára biztosították a legképzettebb sárkányvadász grifflovasokat (mint a híres Kurdran Wildhammer valamint jószága, Sky'ree) és újra kiépítették a bronzszakáll törp testvéreikkel egykori szövetségüket, bár vezetőjüknek Vadpöröly Falstad (Wildhammer) thánt tekintik. Jellegzetes fizikai vonásuk egyedi tetoválásaik és a fedetlen felsőtestük, haditechnikájuk jól fejlett, ágyukat és egylövetű puskákat is használnak, de közelharcban egy nagyon erős mágikus fegyvert, a legendás viharpörölyt vetik be.

#### Dark Iron (Sötétvas) klán törpéi
A Thaurissan császár és boszorkánykirály vezette sötétvas törpék egyre növekvő befolyásra tettek szert Vaskohóban és Grim Batolba, míg végül ki nem robbantották a három pöröly háborúját. A belháború során a Bronzszakáll klán és a Vadpöröly klán vezetői szövetséget kötöttek, hogy legyőzhessék a Sötétvasakat. A polgárháború után a sötétvas törpéi Dun Moroghtól északra, Vörösorom (Redridge) hegycsúcsain és völgyein telepedtek le. Császáruk nem felejtette el népe megalázó vereségét, bosszúra szomjasan tervet szőtt a két szövetséges klán elpusztítására és követőivel egy hatalmas erejű szörnyeteg, Ragnaros, a Tűzúr felszabadításán fáradoztak. Terveiket siker koronázta, a Titánok által a hegyek mélyébe száműzött tűzóriás kiszabadult egy apokaliptikus robbanást során, így pusztítva el a környező élővilágot, sőt magát a tájat pedig pokoli tűzföldekké alakította, létrehozva Searing Gorge (Perszelő Szurdok) és a Burning Steppes (Lángoló Sztyeppék) vidékeit. A sötétvas törpék fizikailag jobban emlékeztetnek a törpök őseire, ám a császár által felébresztett tűzbestia vezetése alatt az alfaj bőre sötét hamuszürkévé vált, szemük pedig vörösen kezdett izzani. A Vadpöröly klánnál is hatékonyabb lőfegyvereket használnak és igen képzettek a gólemkészítésben is. A két elpusztult hamuvidék fölé magasodó Blackrock (Feketeszikla) hegység tárnái mélyén elterülő Shadowforge (Árnykohó) városukban hatalmas hadsereget toboroztak készen arra, hogy új császáruk, Dagran Thaurissan dicsőséges hadjáratba vezesse őket.

#### Iron (Vas) törpék
Az earthen ősfaj következő lépcsőfoka. A Titánok távozása után a gnómokkal együtt kénytelenek voltak sérülékeny halandókká változni. Tisztán fém bőrük lassan kővé vált és a testüket szinte ellepő rúnajelek is egyre halványodtak, kültakarójuk tovább puhult, míg végül valódi lélegző lényekké nem változtak. Northrend világában viszont fennmaradt több ősi nemzetség is, akik az Ulduar titánvárosban trónoló Loken sötét titánt szolgálják. Bőrük a színtiszta fémektől továbbra is ragyog, szemükből halványkék fény sugárzik és igen képzett rúnamesterek és a sötétvas törpékhez hasonlóan tanult gólemidézők is.

#### Frost (Fagy) törpék
Ez a törp alfaj valószínűleg az earthen ősfaj egy különálló csoportja. A northrendi Viharcsúcsok lakói, akik a Explorers' League (Felfedezők Ligája) közbenjárása után csatlakoztak a Szövetséghez. Fővárosuk Frosthold, ám vezetőjük egy vaskohói hegyi király, Viharszívű Yorg (Stormheart), így biztosította be az újonnan felfedezett nép hűségét, ugyanakkor túlélését is, mert korábbi vezetőjük, Jégordító Velog (Icebellow) sikertelenül védte meg Frostborn (Fagyszülött) népét a jégóriásokkal vívott háború során. A faj jellegzetessége, hogy szikla helyett tisztán jégből állnak, bár ennek ellenére képesek villámokat idézni. A Vadpöröly klánhoz hasonlóan tanult idomárok és sikeresen betanították a közeli vihartaraj sólymokat (stromcrest eagle), hogy hátukon repülve magasan a hegyek ormain túli környezetet is képesek legyenek felderíteni, illetve hogy a jégóriások és fagy vrykul sárkánylovasokat is távol tarthassák maguktól. Érdekességképp: A fagytörpék jelenlegi vezetője valójában Muradin Bronzebeard, a legendás nagy kalandor. Egykor Arthas herceg felkérte Muradint és expedícióját, hogy kísérjék el őt a Frostmourne rúnakardot rejtő barlangba. Miután közös erővel elpusztították a kardot őrző revenantokat, Arthas az átkozott fegyvert bezáró jégtömb széttörésével megsebesítette Muradint, majd elment. Muradin feleszmélt és bár kisebb sérülésekkel megúszta a találkozást, rejtélyes oknál fogva teljes amnéziában süllyedt, még a saját nevét is elfelejtette. Mérföldeket vánszorgott a végtelen hóba, míg végül összeesett. A fagytörpék ezután találtak rá...

### Trogg
A troggok a Titánok legelső kreálmányai Azeroth világán. Mivel nem voltak alkalmasak a világ benépesítésére, a Titánok a föld mélyébe zárták őket. A törpök (tulajdonképpen a testvéreik) azonban, féktelen ásószenvedélyüknek hódolva, kiszabadították ezeket a gonosz lényeket. Sámánisztikus életmódot folytatnak, több törzsük létezik.

### Tuskarr
A WoW második kiegészítőjében, a Wrath of the Lich Kingben megjelent egyik új faj. Rozmárszerű emberi lények, a hagyományos eszkimó halászat-vadászat életmódjukkal Northrend jeges világában élnek, általában befagyott tavak és folyamok közelében. Nagyobb településeik pedig Northrend déli féltekén, a Great Sea vizére néznek bálnavadászat céljából. Fővárosuk a tengeri vrykulok által ostromolt Kaskala, vezetőjük pedig Hrak'kar agyarúr.

### Troll
A Troll az egyik legősibb faj, egyes feltételezések szerint az árnyelfek őse. Három nagy birodalmuk volt az erdei Amani, az őserdei Gurubashi és a northrendi Drakkari. Az Amani birodalom Lordaeronon, a Gurubashi Stranglethorn Valeban, a Drakkari pedig Northrenden feküdt. Az Amani és a Gurubashi birodalom aranykora több száz év agónia után leáldozott, így mára csak a impozáns romok emlékeztetnek valamikori létezésükre. A Drakkari birodalom viszont a Lich Király ellen küzd. Sok egyéb vad troll törzs él még szerte Azerothon, akik még saját fajtájukat sem kímélik.

#### Erdei troll
A mocsárzöld-bőrű erdei trollok vissza tudták növeszteni elvesztett végtagjaikat, és regenerálni súlyos sebeiket is, ennek ellenére barbár, és gonosz faj voltak. Az Amani birodalom hosszan nyúlt el Lordaeronon, és a trollokat nehezen lehetett visszaverni, mivel jól védték határaikat. Zul'jin vezetése alatt a második háborúban csatlakoztak az Ork Hordához, ám miután a Lordaeron Szövetség sikerrel bevette Zul'Amant, kiléptek a Hordából és nyomtalanul eltűntek. Évtizedekkel később a Lángoló Légió második veresége után vezérük újra egyesítette a szétzilált erdei troll törzseket és bosszút szőtt mind a Szövetség, mind a Horda ellen...

#### Dzsungel troll
A Gurubashi-birodalmat megalkotói, amely Azeroth déli részén terült el. Straglethorn Valeben még látni elvétve dzsungel trollokat. Törzseik háborúban állnak egymással.
Különálló dzsungel törzset alkotnak Kalmidor déli részén, a Visszhangok (Echoes) Szigetein kialakult Sötét lándzsa (Darkspear) törzs. Tagjaik háborítatlanul éltek mindaddig, amíg a vízből támadó murloc-hordák nem kezdték súlyosan veszélyeztetni kicsiny társadalmukat. A sötét lándzsák vezére Sen'jin fővajákos szövetkezett az éppen forradalmi változásokat élő Hordával, és a karizmatikus Thrall hadúrral és harcosaival összefogva sikeresen leverték a békaemberek invázióját. Bár Sen'jin elesett a hadjáratban, de fia Vol'jin árnyvadász tovább vezette törzsét és hálájának jeléül örök hűséget fogadott a Hordának.

#### Jégtroll
A jégtrollok Northrenden élnek. Csak türkizkék színük különbözik a többi troll néptől és szintén leginkább dobófegyvereket használnak. Az egykor hatalmas Drakkari birodalom népe ma Arthas király ellen áll szemben miközben állatisteneik elhagyták őket.

#### Homokdüh troll
Kalimdor déli részén élnek, Tanaris sivatagában. Homokszínű bőrükről és tűzmágiájukról ismertek és egyetlen városuk van, Zul'Farrak.

#### Sötét troll
Ashenvale sötét erdeinek mélyén rejtőzködnek. Bőrük még az éjtündéknél is lilább, majdhogynem fekete.
Titokzatos életmódjuk miatt ritkán láthatók, bár állítólag sámánjaik képesek "elaltatni" a kalandozókat.

#### Szörnytroll
A szörnytroll (dire troll) minden troll alfajban előfordulhat. Ez a troll kétszer akkorára fejlődött, izomzata túlfejlett, amit általában valamiféle ártó hatás (átok, fertőzés) vagy mutáció okozott. Ismertebb képviselője a gurubashi Gri'lek.

### Elf
A WarCraft világában az ősi kaldorei fajból kialakult ki három csoport: Az árnyelfek (night elves), a nemeselfek (high elves) és az utóbbiakból létrejött vérelfek (blood elves). Közös jellemzőjük a magas intelligenciájuk és a nagy járatosságuk a különféle mágiák terén.
Az árnyelf és a nemeself történelem és kultúra sokat merít a J. R. R. Tolkien híres művében, a Gyűrűk Urában szereplő tündék mítoszából.

#### Éj elf(Night Elf)
Az első emberszerű intelligenciaként jelent meg a kaldorei faj vagy ahogy ők magukat nevezik, a "Csillag gyermekei" Azeroth planétáján. A Végtelen Forrás (Well of Eternity) közelében letelepedve vált elméjük egyre kifinomultabbá, majd végül saját hagyományt s kultúrát, idővel civilizációt alkottak a bolygó ekkor még egységes Kalimdor óriáskontinensének közepén. A tündöklő forrást kutatva fedezték fel a mágiát, amit több ezer évvel az első háború előtt már nagy ügyességgel is használni kezdtek. Ám vakmerőségük miatt felfedték világukat az életre és varázslatra örökké szomjas Lángoló Légió (Burning Legion) előtt. A démonok megbabonázott fajtársaik közreműködésével hadjáratba fogtak és az ellenálló kaldoreiek és szövetségeseiknek éppen hogy csak sikerült elűzniük őket, de a Végtelen Forrás megsemmisülésével csodálatos civilizációjuk nagy részét így is elvesztették. Ezek után több ezer évig elzártan élték mindennapjaikat szent hegyük, a Hyjal hegy alatti völgyekben. A második démoninvázió viszont felrázta őket hosszú szunnyadásukból, újból érdekeltté váltak a világ jövőjének formálásában, és ez alkalommal tartós szövetséget kötöttek más fajokkal is.
Az árnyelfekre jellemző a becsületesség és megbízhatóság, de mégis nagyon bizalmatlanok a világ fiatalabb fajaival szemben, de saját éjjeli életmódjuk és titokzatosságuk sokszor kicsalja ugyanazt a bizalmatlanságot halandó szomszédaikból.

#### Nemeself(High Elf)
A mágia csodálatos világát az emberszerű intelligenciák közül elsőként az ősi kaldorei faj kezdte tanulmányozni, de társadalmukon belül e téren (is) kiemelkedtek saját, szélsőségesen arisztokrata kasztjuk, az előkelők (highborne). Az előkelők papjai és királynőjük, Azshara hihetetlen hévvel és kíváncsisággal kutatták a varázslatosság mibenlétét a Végtelen Forrás erejének segítségével. A titánok által teremtett mágikus forrás használata során keletkezett ismeretlen hullámok Sargerashoz, a Világok Pusztítójához is eljutottak, aki elbájolta, majd teljesen az uralma alá hajtotta Azsharát és rajta keresztül az egész Előkelő társadalmat. Elhintette köztük csodás tervét, miszerint létrehozhatnak egy tökéletes világot, miután megnyitnak egy akkora átjárót, amelyen át a démonok ura is átléphet Azeroth világába. Az előkelők hűen szolgálták őt és egyre több és több démoni csatlós került a fiatal planétára, míg nem az árnyelf társadalom nagyobbik része és a velük szövetkező ősfajok, félistenek, majd maguk a sárkányok is egy hatalmas invázióval néztek szemben. Háború tört ki, hogy megmentsék világukat Sargeras pusztításától, végül pedig az Előkelők városait is megostromolták, védőikkel végeztek és túlélőiket elüldözték. A Végtelen Forrás szörnyűséges felrobbanása után Kael'Thas felmenője, Napjáró Dath'Remar (Dath'Remar Sunstrider) vezetésével az túlélők újra csatlakozni akartak a kaldorei testvéreikhez, ám ők nem tudtak megbocsátani nekik. Az árnyelfek sikeresen áttértek a természet titokzatosságát kutató druidizmusra, de az Előkelők túlélői továbbra is ragaszkodtak az arkán mágiákhoz és ez pedig újabb konfliktusokhoz vezetett, mígnem végképp elváltak útjaik. A száműzött Előkelők ezután elnevezték magukat "nemeselfeknek" (high elf) és elhagyva a kettészakadt Kalimdort kelet felé hajóztak Azeroth új kontinensére, a Keleti Királyságok (Eastern Kingdoms) felé. A Tirisfal Liget (Tirisfal Grove) nyugati részén táboroztak le, de az elsötétedett erdőségből áradó ismeretlen suttogások kerítették őket hatalomba (valójában egy elzárt ősistenség), ezért az őrület elkerülése végen továbbvándoroltak keletre, míg végül Lordaeron világának egyik legészakibb csücskébe telepedtek le, ahol megalapították Quel'Thalas birodalmát. A nemeselfek hamar megtapasztalták a mágia hiányát: Egykori daliás termetük csökkent, bőrük elhalványult és halhatatlanságuk is elveszett, ezért az új világuk szívében az egykori Végtelen Forrás egy fiolányi erejéből megalkották a Napkútnak (Sunwell) nevezett varázskitörést, ezzel kezelve saját éhségüket. Az újdonsült civilizáció hamar tudomást szerzett az ekkor még primitív közösségekben előforduló emberi fajról, de arra nem számítottak, hogy a letűnt Iker Birodalom (Twin Empire) egyik képviselője, az Amani Birodalom romjai is itt feküdnek. A mocsári trollok bár szétszakadozott, egymással rivalizáló törzsekben éltek, a nemeselfek megjelenésével feltámadt bennük az egység és hatalmas sereget gyűjtöttek a betolakodók megfékezésére, így Quel'Thalas szinte megszületése után halálra volt ítélve. A tomboló "trollháborúk" (Troll Wars) közepette azonban a nemeselfek váratlan szövetségre leltek: Dath'Remar-t követő elfkirály, Anasterian diplomáciájának köszönhetően az egyesülés útjára lépett Arathi emberi törzsszövetség élén álló Thoradin törzsfőnökkel karöltve vették fel a harcot a trollokkal, miközben az emberi faj az egykori troll területeken terjeszkedett. A háború után a nemeselfek megtanították az emberek bölcseit a mágia tudományára, majd saját birodalmukat erőteljes rúnaoszlopokkal (runestone) vették körül, így rejtve el varázslatos kultúrájukat a Napkúttal együtt a gonoszság szeme elől...

#### Vérelf(Blood Elf)
A nemeselfek -tanulva az Előkelők hibáiból- a mocsári trollok fölötti győzelem után hatalmas rúnaoszlopokkal vették körbe területeiket, így fedve el mágikus kísérleteiket Sargeras és pribékjei elől. Sajnálatos módon emberi szövetségeseik nem voltak ilyen előrelátók, így a Lángoló Légió újabb inváziója, az Élőhalott Ostor formájában megjelent Lordaeron földjén is és mind a nemes emberi királysággal, mind a csodás Quel'Thalas nemeself nemzetével végzett és mérgező Fertőföldekké (Plaguelands) alakította át. Lordaeron királyságának csak kevés túlélője akadt, a nemeselfek birodalma viszont megsemmisült. A Napjáró dinasztia utolsó sarja, Kael'thas' herceg próbálta megmenteni népét a biztos pusztulástól. A nemeselfek 90%-a meghalt, a túlélők ezentúl vérelfeknek (blood elves) hívták magukat szétszakadt népük becsületéért és elhunyt testvéreik emlékéért. Az Élőholt Ostor alatti véres háborúban megsemmisült a Napkút is, aminek hiánya tovább sújtotta Kael'thas amúgy is szenvedő népét. Hontalanul, kétségbeesetten keresve új helyüket a megváltozott világban és a mágia erejének pótlásának kutatása közepette Kael kénytelen volt az Előkelők fejével gondolkodni: Szövetkezett a démoni Vihardüh Illidannal (Illidan Stormrage) és a mélytengeri nagáival abban a reménybe, hogy legalább találnak egy új mágikus erőforrást, amivel csillapíthatják éhségüket. Lordaeron visszahódításáért küzdő emberek ezért úgy tekintetek a menekült vérelfekre, mint árulókra és elzavarták őket.
Kael'thas és vérelfjei követték Vashj tengeri főboszorkányt a Külvilágba, hogy kiszabadítsák a harcban Illidant, akit elfogott egykori börtönőre, Árnydal Maiev (Maiev Shadowsong) őrszemhölgy. Az egyesült naga-vérelf erők legyőzték az árnyelfeket. A Külvilágban letáborozva a megtört draeneiek segítségével Illidan sikeresen megostromolta a káosz orkok által felépített Pokoltűz (Hellfire) erődrendszert, majd a Magtheridon veremúr démonnal is végeztek, ezzel megakadályozták, hogy új átjárók nyíljanak az Örvénylő Éterbe. Ezek után Kil'jaeden megparancsolta Illidannak, hogy pusztítsa el a Lich Királyt, amiért ő az őtőle kapott hatalom ellenére sem tudott bizonyítani a harmadik háborúban. A Jégkorona szirtjénél lefolyt közvetlen párbajban viszont a bukott árnyelf alulmaradt és súlyosan megsérült, ezért a vérelfek Outland távoli pontjára, "Éterviharok" (Netherstorms) bizonytalan földjén táboroztak le. Ott Kael'Thas meglelte a naaru fénylények dimenzióhajóit és megszállta leghűségesebb testvéreivel, hogy még hatalmasabbá váljon Quel'Thalas visszahódítására...
De a túlélők nagy tábora visszatért Azerothba és elkezdték újjáépíteni egykori birodalmukat. Az újjáépült Ezüsthold városával (Silvermoon City) a központban meghatározatlan ideig helytartók vették át a hatalmat, várva napot, mikor visszatér a Napjáró herceg. Az emberekkel, törpékkel és gnómokkal való szövetségük felbomlott, de a Horda barátságát elnyerve sikerült talpra állniuk, cserébe a Fény hatalmát bitorló vérlovagokért. Azok a nemeselfek, akik nem követték Kael exodusát, a mágiahiány következtében degenerálódtak. Szellemükből kiveszett minden arkán csillogás, tartásuk görnyedté vált és bőrük egészen megfakult. Ők lettek a megnyomorodott elfek, a wretchedek. Ám nem minden nemeself túlélőre várt a rokkantság vagy a démoni mágiákkal való kacérkodás: Több száz túlélő lelt az emberek városok (Stormwind; Dalaran) falai közt vészelték át a genocídiumot, így ők megőrizték mind Szövetséghez való jó viszonyukat, mind a rájuk oly jellemző mágikus arkán potenciát.

### Vrykul
A WoW második kiegészítőjének új népe a Vrykulok. Félóriás, tagbaszakadt emberek, egyes források szerint az azerothi emberi faj őse. Bár primitív ősi faj, varázshasználóik képzett rúnamágusok, harcosaik messze földön ismertek kitűnő fegyverforgatásukról és kitartásukról, lövészeik és fürgébb fosztogatóik pedig tapasztalt őssárkány lovasok. A faj kultúrája és hiedelemvilága skandináv, norvég illetve viking hagyományokkal fűszerezett, több településük és nagy alakjuk a "valódi" mondavilágban is megtalálható, minimális különbségekkel. Több, igen jól elkülöníthető alfajból állnak:

#### Vas (Iron) vrykulok
A vas vrykulok a faj eredeti formája és a Titánok egyik műve. Testüket különösen erős fémötvözet borítja, hajlataikon és egyéb repedéseiken keresztül pedig erőteljes rúnakitörések figyelhetők meg.Ulduar titán nagyváros mélyén fordulnak elő, vezetőjük Loken sötét titán.

#### Emberszerű vrykulok
A Titánok távozása után az addig elszigetelt, bebörtönzött Ősistenek legjelentősebb képviselői felébredtek mély álmukból és legyőzőik ifjú teremtményein álltak bosszút: Elindították a Hús Átkát, mely során több, mindaddig tisztán fémből álló mechanikus ősfaj egyre csak gyengült, míg végül élőlényekké nem alakultak. A vas vrykulok sem tudtak ellenállni a kényszeres evolúciónak, így alakult ki az biológiailag lélegző formái, akik elhagyták számukra rideggé vált Viharfokot és a messzi Üvöltő Fjord (Howling Fjord) területére vándoroltak, ahol felépítették saját kultúrájukat. Falvaik és kisebb városkáik jellegzetes építészeti jegyei a hosszú házak, szirterődök és tornyok. Fővárosuk Utgarde Keep lett, ahol a feltámasztott Ymiron király uralkodik alattvalói felett, a Lich Király szolgálatában. Ugyanakkor ez az átalakult faj volt az emberi faj elődjeinek, az azotha alapja is, még ha az emberek jóval gyengébbekké, esendőbbekké váltak náluk.

#### Fagy (Frost) vrykulok
Valószínű, hogy az élővé vált vrykul törzsek közül többen visszatértek Northrend fagyos régióikba, letelepedésük során pedig szélsőségesen alkalmazkodókká váltak. Testüket szinte teljesen ellepi a jég, szinte már úgy tűnhet, hogy egészen megfagytak. Ennek ellenére bátran védelmezik újonnan meghódított területeiket és meleg vérű harcostársaikhoz hasonló településeket alapítottak. A faj legnagyobb városai Jégkorona (Icecrown) Szirt alatti területeken terülnek el és ebből adódóan több törzs a Lich Király uralma alá tartozik, de igaz vezetőjük Thorim titán, akit saját testvére, Loken zárt Ulduar mélyébe.

#### Tengeri (Sea) vrykulok
A tengeri vrykulok (avagy kvaldirok) talán az egyik legrejtélyesebb alfaj mind közül. Testüket zöld pikkelyek, tengeri moszatok és különféle kagylófélék borítják, belsejük pedig ezek elegyéből és némi tengervízből áll. Mágusaik képesek a tengeri ködöt hatalmukba keríteni, ennek köszönhetően harcosaik a félvakká tett kalandozókra ronthatnak vagy észrevétlenül partra szállhatnak. Leginkább a jégvilág délnyugati területei fordulnak elő és gyakran járnak a közeli partokhoz portyázni. A tuskarr rozmáremberek fővárosát is sikeresen bevették, garázdálkodásuk során pedig több expedíciós flottát és kisebb part menti települést is elpusztítottak. Bár vezetőik nincsenek, többen megjegyezték, hogy hajóikat külön személyiségként kezelik és el is nevezik azokat.
Több vrykult teljesen felemésztett a Lich Király uralma, amely során természetesen élőholtakká váltak. Az élőholt vezér ennek ellenére morbid küzdelemben akarta biztosítani, hogy belőlük is csak a legjobbak kerüljenek az Élőholt Ostor elit kötelékébe, így a Jégkorona területén található Ymirheim faluban arénajátékot rendezett. A győztes, még élő fagy vrykulok ymirjar zombiként erősíthették Arthas seregét, míg a vesztesek vargulokká alakultak és távoli fagyvidékekre parancsolta őket kegyetlen uralkodójuk. A Viharfok világában pedig a nagy harcosok asszonyaiból készítette el az angyalszerű val'kyr szellemeket.

### Worgen
A worgenek tipikus farkasemberek, akiket egy sötét mágus, Arugal idézett meg ismeretlen dimenzióból Azerothba. Ezek az őrjöngő, veszedelmes farkasemberek legendás képessége a telihold alatti átalakulás és a mágikus ellenállás. Végsőkig lojális szolgái Arugalnak, ő pedig a Lich Királynak. Ezüstfenyő(!) erdejének (Silverpine Forest) mélyén és a northrendi Grizzly Dombok (Grizzly Hills) környékén gyakoriak.
A World of Warcraft: Cataclysm kiegészítőben az ezüstfenyvesek déli részén elterülő Gilnász királyságát a worgenek lerohanják, és a helyi lakosság is átalakul félelmetes szörnyetegekké, de megőrzik ember mivoltukat, és csatlakoznak a Szövetséghez.

### Wolvar
Szintén a második kiegészítő új faja. Rozsomákszerű emberi lények, vadak és primitívek. Rendkívül gyanakvóak, több törzsük ellenségesen fogadja az új jövevényeket és csak a Frenzyheart (Vadszív) törzs hajlandó barátságosan viselkedni. A wolvarok legnagyobb veszedelme a Lich Király után az új murloc faj, az gorlocok.

### Wildkin
Nagy termetű, félig medve-félig bagoly-szerű emberi lények. Ezek a különleges teremtmények a mágia csillaga alatt fejlődtek ki Elune, az árnyelfek holdistennőjének áldásával. Ők és a taurenek szent lénynek tisztelik őket. Titokzatos erejük miatt egykor, az ősök háborúja előtt és alatt az őket körülölelő természet hű védelmezői, az árnyelfek, és a velük szövetkező barátságos fajok békés támogatói is voltak, de mára igen temperamentumos, területét kitartóan védő fajjá váltak, akik bárkire veszélyt jelenthetnek, és szinte csak Észak-Kalimdor erdeiben fordulnak elő. Szent barlangjuk a Winterspring déli részén található Owl Wing Thicket.
A World of Warcraftban az egyensúlyban járatos druidák megtanulhatják a Moonkin formát, így saját szent állatuk képére képesek alakulni.

### Éterember
A World of Warcraft: The Burning Crusade egyik új, nem-játszható faja. Az éteremberek (ethereal) külsőre leginkább bebugyolált múmiákra hasonlítanak, ám a szövetanyaguk nagyon hiányos így kilátszik valódi testük is, ami maga az éter. Ez az idegen faj az egykori K'aresh világából származik és néhány jelentéktelen kivétellel csak Outlandon található meg, ott is leginkább Netherstorms-on és a terokkar erdei letűnt Auchindoun alagútjaiban. Fő foglalkozásuk a kereskedelem a Konzorcium (The Consortium) vezetésével, de bűnszövetkezetek is létrehoztak, hogy illegális kartellezésekkel gazdagodjanak meg. A Konzorcium a goblin kereskedelmi szövetséghez hasonló szervezetet kíván létrehozni ezért mindig harcban áll tolvaj testvéreivel, ám mégis legnagyobb ellenségük a démoni semminjárók (voidwalker). Feltételezhetően egykor közös őstől származtak (az értelem nélküli éteri jelenséghez?), de egy hatalmas semminjáró szörny, Dimensius elpusztította anyabolygójukat, emiatt pedig bizonytalan vándorlásra kényszerültek. Hosszú útjuk során telepedhettek le Outlandon (bár azelőtt csak a széttört világ kincsei foglalkoztatták), ahol egykori planétájuk élővilágát alakították ki hatalmas eco-domek védelmező pajzsa alatt. Fő központjuk is egy ilyen egyesített pajzsrendszer alatt található, egy egykori netherstorms-i draenei főállás, The Stormspire.

### Arakkoa
Szintén az első kiegészítő alatt megjelent új intelligens faj az alacsony, károgó hollómadárszerű ember. Az arakkoák (vagy fővárosuk után skettisek) lelógó, élénk színű csuhában és szakadt köpenyben járnak és bár karjuk alkalmatlan a repülésre, a fák tetejét kialakított, nyitott fabungalókban fészkelnek és idomított baglyokat és ragadozó madarakat nevelnek. A mágiát viszonylag jól művelik sötét boszorkányság formájában, ekképpen Terokk istenüknek mutatnak be áldozatot, de civilizációjuk durva szétdaraboltsága miatt több csoportjuk áll egymással háborúban, különálló mitológiát építettek fel és tagadják Terokk mindenhatóságát is. Az első arakkoa civilizáció az Apexis volt, de több kisebb-nagyobb érdekcsoport is követe őket, akik vagy ragaszkodtak a hagyományhoz (Skettis és Sethekk klán), vagy szembefordultak vele (Exiles, amely egy barátságos, száműzött fél a Shattrath nagyváros alatti Alsóváros negyedből), sőt, Gul'dan ork főboszorkánymester tanításai nyomán egy Sötét Konklávé (Dark Conclave) nevezetű csoport ősistenséget kívánnak a Külvilágba idézni.

### Jetik
A jetik (yeti) jól ismert szőrmebundás, de kecskeszarvas fejű és bestiális arcú emberszerű lények. Az azerothi jetik távoli, nehezen megközelíthető hegyekben, vagy eldugott barlangokban találhatók meg. A második kiegészítőben megjelent wendigók már sokkal állatiasabbak, kosszarvú és görnyedt, gorillaszerű lények.

## Óriások
Az Óriások (Giant) a Titánok teremtették Azeroth földjének védelme céljából. Mint ahogy sejthető, hatalmas méretű, minden esetben két lábon járó intelligens lények. Lassan támadnak, de erejük nagy és méreteiknek köszönhetően viszonylag gyorsan is mozognak továbbá minden esetben elit besorolásúak. 4 külön alcsoportja van:

### Sziklaóriások
A szilárd kőzetből álló óriások Azeroth világában fordulnak elő. A titánok első teremtményeiként feladatuk az eljövendő élet védelme. A Warcraft III: The Frozen Throne-ban az Éjtündék egyik új egysége volt a Mountain Giant (Hegyi Óriás), a World of Warcraft-ban ennek modellje kerül át, néhány esetben más színben így más típusokká váltak (Láva-; Fel láva-;Jég-). Ezek a sziklaóriások a természet őrei. Outlandon is előfordulhatnak sziklaóriások, a "kolosszusok" (clossus) amelyek a hegyi óriásoknál jóval szögletesebbek és testükből kristályok állnak ki, Northrenden előforduló kőóriások pedig egy egész fát is cipelhetnek hátukon és a vastörpék irányítása alatt állnak, legerősebb képviselőjük pedig Archavon, a Kő Figyelő.

### Gombaóriások
A gombaóriások (fungal giant) csak Outlandon fordulnak elő, ott is csak a nedves klímájú Zangarmarsh régióban, illetve az ott megtalálható Coilfang (Orsókarom) vízgyűjtő instáiban. Testük egésze egy hatalmas gomba, hátukon és mellkasukon spóratelepek élnek, mancsaik is ízelt gombanyúlványok és gyakran mérgező spóratámadásuk van. A fél intelligens, agresszív és törtető természetű gombaóriások nagy többsége kivételesen normál besorolású, csak intákban találhatók elit gombaszörnyek.

### Emberszerű óriások
Az emberszerű óriások voltak a Titánok (pontosabban Golganneth, a Mennydörgő (Thunderer) egyik első alkotásaik azzal a céllal, hogy védelmezzék Azeroth óceánjait és partjait, így alkotva meg az ősi tengeri órásokat (sea giant), akik hártyás végtagjaikról és élénk, tengeri parazitáktól hemzsegő smaragdzöld bőrükről és szakállukról ismerhetőek fel, általában nagy kalapáccsal harcolnak. A rend továbbágazott és megjelentek az első szárazföldi védelmezők is igaz, azok már tisztán kőből vagy egyéb élettelen formából álltak. Nortrenden a teremtők a tengeri óriások új válfajait alkották meg:

#### Viharórások
A viharóriások (strom giant) emberalkatú teremtmények, hosszú szakállal, ruházatuk pedig általában nyers mamutbundából és a kalandozók után felszedett páncél- vagy pajzsdarabokból áll, de puszta öklükkel harcolnak. Egykor ez az óriásfaj népesítette be a fagyos világ nagy részét és Kristálydal (Crystalsong) erdőket védelmezték kristálygólemeikkel, ám miután vezetőjüket, Gymert az Élőholt Csapás elleni háborúban bebörtönözték, a túlélőket elüldözték és halottaikat feltámasztották az szentségtelen légió jármába, a faj szinte teljesen kipusztult.

#### Jégóriások
A jégóriások (ice giant) egykor Thorim titán vezetésével védelmezték Ulduart, de Yogg-Saron megtébolyította őt és testvérét, Lokent, aki átvette a hatalmat az óriások fölött majd megölette bátya feleségét, Siftet. A jégóriások szabadulni akartak múltjuktól, így alkotva meg Hodir Fiait (Sons of Hodir). Ez a frakció Viharhegyfok keleti részén, Dun Niffelemnél telepedett le és kezdetben nagyon ellenségesek mindenkivel, de később össze lehet barátkozni akár vezetőjükkel is, Jokkum királlyal. A viharóriásokhoz hasonlóan öltözködnek, de a szélsőséges hideg miatt szakálluk szinte jégcsappá vált, testükre pedig jól bélelt ruházatuk ellenére is ráfagyott a hó.

#### Tűzóriások
A tűzóriások (fire giant) már a Titánok távozása után Yogg-Saron ősistenséghez csatlakoztak Ulduar mély útvesztőiben, hogy kivételes kovácsmesterségüket kihasználva fémgólemek, láng elementálok ezreit alkossák meg. Hátukon feltűnő vörös őssárkány bőrt viselnek, fejükön egy kisebb kohó füstölög, szakálluk is megpörkölődött iszonyatos munkatempójuk során, övükre pedig egy nagy olvasztóüstöt erősítettek, hogy mindig kéznél legyen. Saját készítésű buzogányokkal harcolnak, de a faj leghatalmasabb tagja, Ignis, a Kazánmester (the Furnace Master) puszta öklével zúzza szét Ulduar betolakodóit. BURN! Burn in the markers fire! – ÉGJ! Égj a teremtők tűzében!

### Vasóriások
A vasóriások szinte csak is kizárólag a northrendi Viharcsúcs (Strom Peaks) régióban fordulnak elő. Testüket ismeretlen rúnák által keltett erő járja át, kültakarójuk pedig színtiszta fém. Egykor sztoikus megfigyelők voltak, de mára többségüket a vastörpék felébresztették mély dermedtségükből és Loken sötét titán irányítása alá kerültek.

## Sárkányok(Dragon)
A sárkányok egykor nagy számban fordultak elő Azeroth világában, emiatt a Titánok a létező rendek vezetőivel megosztották hatalmuk töredékét, hogy ezentúl ők vigyázzák e bolygót. Természetesen nagyon szívós és hatalmas teremtmények, varázslatos képességekkel születnek, de gyakran ellen is állnak az ellenséges mágiáknak. Az európai sárkányokhoz hasonlóak: Fejükön tüskés taréj figyelhető meg, többségük tűzet lehel, szárnyaik a denevérekéhez hasonló, de hátuk csontpáncélos és farkuk vége buzogányszerű csontkinövéssel végződik. Nem minden sárkány képes repülni, a rendek nagy része négy lábon járó, kentaur küllemű de kétségtelenül hüllőszerű lények illetve két lábon járó, jól felszerelt harcosok, akiken nyoma sincs szárnyszerű végtagoknak.
A klasszikus játék alatt többségük semleges, vagy akár ellenséges viszonyban van a halandó fajokkal, de a Külvilágban kialakult változatukkal össze lehet barátkozni, Northrenden pedig titokzatos, titáni eredetű Sárkánynyugalom ('Wyrmrest) templomban ülnek össze tanácskozni és szívesen fogadják bátor kalandozók segítségét is. A fekete- és a kék sárkányrendből kialakult azúrsárkányok viszont veszedelmes ellenségekké váltak, miután feladták a rájuk bízott nemes feladatot és a fiatal intelligenciák ellen fordultak.

### Fekete sárkányok(Black Dragon)
A feketék vezetője a néhai Föld őrző, Neltharion, de később Halálszárnnyá (Deathwing) vált szörnyeteg, aki saját faját pusztította az ősök háborújában, majd újabb árulásával elkészített egy rajta kívül minden más sárkányt elpusztító mágikus ereklyét, a Démonlelket (Demon Soul). Vezetőjük őrjöngése miatt a fekete sárkányok faja csaknem kipusztult, végül csak néhány nemzetség maradt belőlük, ők is a lepusztult, vulkanikus Fekete szikla (Blackrock) hegység körül fordulnak elő. De Halálszárny hatalomvágya nem ismert határokat: Az őrült sárkányvezér minden alkalmat megragad, hogy újra szembeszálljon fivéreivel, a Titánok kegyeltjeivel...

### Vörös sárkányok(Red Dragon)
A vörösek királynője, az Élet forrásának hívott Alextarasza. Ő rendelkezik a legnagyobb klánnal. Közülük került ki a Korialstrasz nevű hatalmas hím sárkány, aki a királynő legfiatalabb hitvese volt. E faj talán a legtoleránsabb a náluk jóval fiatalabb fajokkal, mint az emberekkel és az éjtündékkel, sőt a hím még tünde alakot öltve bekerült a legnagyobb mágusok közé is. Ez a rendje tett és teszi is a legtöbbet Azeroth megmentéséért annak ellenére, hogy gyakran kellett szenvedniük lakóitól, de leginkább az Ork Hordától. Most újabb válság ütötte fel fejét: Testvérrendjük, a kék sárkányok árulása miatt kellett Northrendre utazniuk, hogy segítség Dalarant és a kalandozók ezreit, mielőtt túl késő lenne…

### Bronz sárkányok(Bronze Dragon)
A bronzszínűek vezetője, az Idő fejedelme, Nozdormu, aki fajának nagy többségével együtt a mindenkori jelenen kívüli időben él, ismert fészkük pedig Tanaris sivatagának egy távoli hegyének mélyén található Idő Barlangjai (Caverns of Time). A World of WarCraft alapjátékban a Nozdormu Fészke (Brood of Nozdormu) képviselte őket az Ahn'Qiraj inváziója során, az első kiegészítőt követően viszont rejtekhelyükből nyílva megjelentek az időutazást igénylő insták, ahol Azeroth sorsdöntő történelmi pillanatainak megmentésére kerestek bátor kalandozókat, és két újabb frakció, az Idő Őrzői (Keepers of Time) és a Homok Pikkelyei (Scale of Sands). Nem tisztázott, hogy ez a két új frakció mennyire kötődik az eredeti bronz sárkányfészekaljhoz.

### Zöld sárkányok(Green Dragon)
A zöldek a legkülönösebb faj mind közül. Az ő vezetőjük Hiszéra (Ysera), az álmok hercegnője. Ő az a sárkány, aki az álmok világában, az Emerald Dreamben (Smaragd Álom) él, és ha eljön a többi élőlény síkjára, akkor is általában becsukva tartja a szemét és ez faja nagy részére is igaz. Ebben a sárkányrendben megvan a rejtélyesség hatalma, emiatt nemcsak a halandók, de a többi sárkány is távolságtartó velük szemben.

### Kék sárkányok(Blue Dragon)
A kék fajt a Mágia őrzője vezeti, Maligosz (Malygos), aki egy jóindulatú, humorral telt óriásgyík volt, aki mindig ugratta a többi megtestesülést, ám amikor Halálszárny a Démonlélek erejével kipusztította fajának szinte egészét, a sárkányisten megbolondult. A kék faj természeténél fogva nagyon kötődik a varázslathoz, így minden egyes zavart gyorsan képesek észlelni, sőt rendkívül érzékenyek is rá. Amikor a Napkutat Arthas megrontotta, az annyira megviselte őket, hogy küldtek egy megfigyelőt a területre: Kalecgoszt, sőt az étersárkányok kialakulását is figyelemmel kísérték.
Maligosz elméje mostanra teljesen beborult és Northrend világába parancsolta fajának több nemzetségét, így létrehozva az azúr (azure) sárkányokat. Erőteljes rúnaírásokkal díszített mélykék kültakarójuk és különleges fegyverarzenáljuk különbözteti meg őket a hagyományos kék sárkányoktól. A sárkányrend feje ezután alapos tanulmányozásba kezdett a csodás repedéseket, láthatatlan bűbáj égi folyamait és vizsgálta, hogyan lehetne Azeroth világát behálózó mágikus vonulatokat még hatékonyabban felhasználni -és ami a legfontosabb- a halandó mágiatudományok ellen fordítani. A fagyvilág keleti részén kialakította a Nexus varázserődjét, ahová a megszerzett mágiaerőket akár a kontinens legtávolabbi szegletekből is elhozzák portálkapukon keresztül, hű varázsló vadász alattvalóinak pedig engedi, hogy a mágiát használjanak, legalábbis akkor, ha az a többi ellenséges mágiacsoportok ellen vetik be. Dalaranban ezt természetesen a Rhonin, a Kirin Tor főmágusa nagy aggodalommal figyeli, a vörös sárkányokkal együtt.

### Kromatikus Sárkányok(Cromatic Dragon)
A kromatikus sárkányok Halálszárny első (de nem utolsó) fajkeresztezési kísérleteinek eredményei. Az összes fő sárkányrend esszenciáját összegyúrva kívánt tökéletes szolgákat alkotni eredetük gyengeségei nélkül, így a fagy, tűz és ismertebb természeti erőkkel ruházta fel őket. Ám nem sikerült a cseperedő rendet megvédelmeznie és miután az Ork Horda szinte teljes egészében kipusztította példányait, Nefarian, Halálszárny fia vette át a hatalmat a túlélők felett és befészkelték magukat a fekete sárkányok által is lakott Fekete szikla mély tárnáiba. A Külső Fekete szikla Oromból (Upper Blackrock Spire) nyíló Fekete szárny Fészek (Blackwing Lair) lett új otthonuk, igaz, kénytelenek voltak szövetkezni korábbi rabtartóikkal. Nefarian itt évszázadokig szövögethette volna apja nagy revánsát, az újabb sárkányháborút, de végül mégis legyőzték őt. Ezek után kénytelen voltak behódolni a hegy igaz császárának, Ragnarosnak, a Tűzúrnak.

### Járvány Sárkányok(Plagued Dragon)
A járvány sárkányok a harmadik háborúban jött létre, az Élőholt Métely terjedésével párhuzamosan. Az Átkozott Kultusza (Cult of the Damned) sötét kísérletezgetései nyomán fekete sárkánytojásokat szedtek össze és szállították Lordaeron pusztuló sarkaiba és a fagyos Northrendben, egyenesen a Lich Király uradalmába. Ismeretlen módon fertőzéseket oltottak a még ki nem kelt tojásokba, így a sárkánybébik súlyosan lesoványodva, sebesülten jöttek a napvilágra. Scholomance nekromanta egyetemén és laborjában a fiatal szektások próbálták ezeket a szerencsétleneket istenként magasztalt vezetőjük irányítása alá vonni, de a beteg példányok nagy többsége kénytelen volt folytatni rendes biológia fejlődését, így a Járványföldeken hasznavehetetlenné váltak, de a fagyos kontinensen sikeresen fertőzték tovább őket, így felnőtt, akár őshonos alfajokat is sikerült a Lich Királynak felajánlani. A Keleti Királyságok területén működő, Élőholt Ostor ellenében életre hívott Ezüst Hajnal (Argent Dawn) viszont nem adta fel a reményt és a fiókák elpusztításával (is) próbálják elejét venni az újabb élőholt invázióknak.
A járvány sárkányok nem egyenlők az élőholt csontváz- és szellemsárkányokkal, mivel ezek a teremtmények (még) élnek.

### Étersárkányok(Nether Dragon)
A második háború végéhez közel Halálszárny elküldte fajának egy jó részét az orkok által megnyitott Sötét Portálon túli ismeretlenbe annak reményében, hogy ezzel megnövelheti hatalmát és befolyását. Ám ehelyett a kapun túli életkörülmények és a titokzatos éter (nether) jelenség miatt elvesztették fizikai testüket és étersárkányokká alakultak át. E formában különleges árnyalatú és szinte átlátszó entitások lettek. Outlandon maradtak, de egy helyi felork klán, a Sárkánybendők (Dragonmaw) fajuk nagy részét elfogta és rabszolgaként kénytelenek a Külvilág kaotikus egében cipelni rátermett harcosaikat, de új uraik az arra érdemes játékosoknak is megtaníthatják, hogyan lehet megülni ezeket a bizonytalan létű gyíkokat.

### Homály sárkányok(Twilight Dragon)
Halálszárny nem volt képes étersárkányai felett parancsolni, ezért Sinestra úrnő sárkány segítségével erős mágikus potenciák, nagy erejű varázskegytárgyak hatása alá kerített több elfogott éteri hüllőtestvért, végül a Démonlélek (Demon Soul) varázsamulett maradványaiból megalkották a homály sárkányokat. Ennek köszönhetően ezek az árnyba burkolt szörnyetegek még a kék sárkányoknál is hatékonyabban képesek magukba olvasztani, elemészteni a fellelhető mágikus erőt. A legerősebb homály sárkányok most az Obszidián Terem (The Obsidian Chamber) mélyén élnek, Sartharion, Az Onyxia Őrség szolgálatában. A Kataklizmát követően derülhet fény a homálysárkányok megszületésének igazi okaira...

### Végtelen sárkányok(Infinite Dragon)
Az egyik legtitokzatosabb sárkányrend, vezetőjüket is csak úgy nevezik, "A Mester" és a bronz sárkányokhoz hasonlóan Azeroth világában élnek, de hozzájuk hasonlóan időn kívüli térben. Az Idő Barlangjaiban (Caverns of Time) elérhető insták legfőbb ellenfelei, ahol különböző sorsdöntő eseményeket próbálnak teljesen ismeretlen okokból szabotálni. A bronzsárkányokkal harcban állnak és nem tudni, hogy honnan is származnak valójában.

### Őssárkányok(Proto Dragon)
Az őssárkányok csak a jeges Northrendben előforduló faj, ugyanakkor minden sárkányrend őse is, ezért ezek a erőteljes, görnyedt teremtmények inkább hasonlítanak repülő dinoszauruszokra. Szabadon csak eldugott erdők felett és égbetörő szirteken fordulnak elő, befogott példányaikat a vrykul törzsek használják, hogy hátukra pattanva segítség a felderítést és a rajtaütést. A faj első (és ezzel együtt a Titánok előtti) képviselője Galakrond volt, gigászi maradványai most az ősi védelmező óriásgyíkok nyughelyén, Sárkánymétely (Dragonblight) területén pihen.

## Démonok
A démonok természetesen nem őshonos entitások a Warcraft világában (sem). Vezetőjük egy egykori titán, Sargeras, Világok Pusztítója. Több különálló faj alkotja a Lángoló Légió (Burning Legion) hadi gépezetét, melynek egyetlen célja van: Minden élő elpusztítása és a fellelhető mágiaesszenciák elnyelése. Egyes tagjaik egyszerű vadállatok, de többségük ravasz, számító és végtelenül gonosz szolgái uruknak, sőt a kiszemelt világban is keresnek befolyásolható, többnyire intelligens életformákat. A vadonban általában lepusztult kaldorei romok, elátkozott erdők és néha árnyas barlangok körül találhatók.
A World of Warcraft világában egy gonosz kaszt, a Warlock (Boszorkánymester) használ fel harcos petnek különböző démonokat általában azért, hogy a csata alatt csak a démonát támadják így addig szabadon varázsolhat.

### Kisördög
A "kisördög" (Imp) csak elvétve látható sötét mestere nélkül, a Külvilágban előforduló élénk lila példányaik viszont gyakran magányosan, vagy több gyengébb kisördög társaságában figyelhetők meg. Legismertebb kisördög Kil'rek, aki Terestian Illhoofs szatírdémon szolgája Karazhan könyvtárában.

### Semminjáró
A "semminjáró" (voidwalker) sötétkék, testetlen elementálszerű szellem halványvörösen világító szemekkel. Azeroth-on a semminjárók mesterük támogatói, de a Külvilágba már nagy többségük a maguk ura és több példányuknál megfigyelhető anyagtalan testükön vállvért vagy csuha. A leghatalmasabb semminjáró, a etherealok szülőbolygójának elpusztítója, Dimensious, a Mindent Elnyelő (the All-Devouring), de az újjáéledt Napkútnál fogvatartott naaru, M'uru "elsötétedéséből" létrejött Entropius tekinthető a semminjárók istenének.

### Szivola
A szivola (succubus) egy bőrruhát viselő, patás, rózsaszín női démon. Léteznek férfi szivolák, az incubusok is, akik a női megfelelőjükhöz hasonlóan fedetlenül és fesztelenül néznek ki, de a Warcraft világában nem volt még példa jelenlétükre. A szivolák már jóval intelligensebb démonok, ezért inkább a Lángoló Légió ügynökei, mint sem a boszorkányok kedvencei. A lelkek megkínzóiként kedvüket lelik mások érzelmeivel való játszadozást, de a legbefolyásosabb úrnőik, a szenvedés királynői (queen of suffering) már a kiszemeltek testét sem kímélik.

### Pokolkutya
A felhound, más néven pokol-, vagy ördögkutya négy lábon járó, vörös bundájú szörny. Fejét nagy csontpáncél védi, hátán viszont túlméretezett, ívelt fekete szőrszálak és két jellegzetes csáp található, amelyeket az áldozatra tapasztva elszívhatja nemcsak életerejét, hanem annak misztikus energiáját is. Az ördögkutyák hűséges jóságok, akik őrséget állnak a több tucat démonoktól hemzsegő romok, barlangok közelében. Démoni uraik arra használják őket, hogy kiszagolják a közeli, megkaparintható mágiák forrását, amit ha meglelnek, a bestia még lakmározhat is belőle. Az ördögkutyák egyik legnagyobb idomítója Hakkar, a Kopómester (the Houndmaster) volt, aki az ősök háborújában pusztul el. Azeroth elhagyott területein, de leginkább a Külvilágban fordulnak elő tüskés "pokoldisznók" (hellboar) is, igaz, számtalan más állat is megfertőzhető démoni átkokkal.

### Végzetőr
Az ősök háborúja óta jelen vannak, mint a Lángoló Légió alapharcosai. A Doom Guard több méter magas, bestiális kinézetű vörös páncélt viselő harcos. Bőrszíne vörös, fején szarvak vannak és bár rendelkeznek szárnyakkal, repülni nem tud. Fegyvere lángoló buzogány vagy kard. A Warcraft III-ban a szentségtelen hadak első sorában foglalnak helyet, és képzett mágiahasználók is voltak, megnyomoríthatták ellenségeiket, meteoritzáport idézhettek és ellenálltak a mágiának is, az RTS egyetlen kiegészítőjében megjelent Pit Lord bérelhető semleges hős pedig a Doom átkát ráolvasva egy célpontra az áldozat életéért cserébe megidézhetett egyet.

### Infernál
Az infernál több méter magas, gólemszerű kőszörny, ami zölden lángol, így sebezve közelharci támadóit, továbbá ellenáll a tűz típusú hatásokkal szemben is. Azeroth bolygón a démoni fertőzésnek áldozatul esett vidékeken fordul elő. A Külvilágban is megtalálhatók, sőt ott külön fajtájuk jött létre, az abyssal: Narancsszín lángok és csipkézett felső test jellemzi, legismertebb képviselője pedig a türkizkék Supremus, aki a Fekete Templom kapuját őrzi.

### Káoszőr
A káoszőr (felguard) két lábon járó emberszerű óriásdémon. Jellegzetes vonása a fejéből és hátából meredező acéltüskék, lábait és jobb karját védő nehéz páncél. Hatalmas fejszével vagy pallossal harcol, de előfordul, hogy puszta öklével sújt le a Légió ellenségeire.

### Szatír
Az első szatír (satyr) Xavius úr volt, aki segédkezett Azsharának, ám a sikeres kaldorei szabotázsnak köszönthetően az Végtelen Forrás (Well of Eternity) felrobbant és az árnyelfek faja négy részre szakadt, az egyik ága pedig pontosan az ő képére alakult szörnyszülöttek lettek. Gyakran találhatóak Azeroth elhagyatott és lepusztult vidékein, de a harmadik háború után követve a vérelfek exodusát, eljutottak a Külvilágba is. Felépítésük a görög szatír mitológia alapján képzelhető el, alsó része a kecskék hátsó lábait formázza, fején kecskeszarvak vannak. A Warcraft világában démoni boszorkánysággal és tűzbájolással foglalkoznak.

### Veremúr
A Veremúr (Pit Lord) vagy saját nyelvükön az Annihilan egy hatalmas, kentaur küllemű, de kétségtelenül démoni szörnyeteg, hátán sorakozó tüskékkel, erősebb példányainál pedig halványzöld lángkitörések vonulatai figyelhetők meg egészen a szörny fejéig. A Lángoló Légió rangsorában az eredárok után a veremurak a másodparancsnokok, ők azok, akik a harcok első- vagy másodvonalából saját jelenlétükkel és félelmetes bömböléseikkel még jobban feltüzelik ördögi harcosaikat és terrorizálják Azeroth halandó védelmezőit. Eredendően vérszomjas és barbár faj, csak kivételes esetben található köztük tanult, varázslásra is képes egyedek és vezérük, Azgalor démonkirály sem tartozik ezek közé.

### Félelemúr
Saját nyelvükön Nathrezim. A félelemurak (dreadlord) vámpírszerű, intelligens gonoszok a Lángoló Légió szolgálatában. Ugyancsak a Légió másodparancsnokai, stratégái és igen jól értenek a nekromanciához is. Ők voltak azok, akik megfertőzték Sargerast sötét gondolatokkal, kétségekkel. Nevezetes félelemúr Varimathras, aki elpártolt a Légiótól, hogy Sylvanas Windrunner sötét erdőjárónőt szolgálja, igaz a vámpírdémonok vezetője, Mephistroth bizonyosan dühödten vette tudomásul árulását.

### Eredár
Egykoron az Argus világából származó ősi és nagyon bölcs faj volt. Vezetőik közül Archimonde és Kil'jaeden a Sargeras vezette Lángoló Légió szolgálatába álltak, míg Velen, a Próféta nem hajolt meg a sötét titán előtt és emiatt kénytelen volt megmaradt népével az orkok lakta Draenor világába menekülni, ahol megalapította a draenei fajt. Az eredárok a legintelligensebb és legördögibb óriásdémonok, a háborúk alatt nyújtott parancsnokságuk példás és brutális varázslók, de a végső ütközeteknél mindig elhagyja őket a szerencse, hála Azeroth kiemelkedő alakjainak és népeik véráldozatának.

## Élőhalottak
Az élőholtak (Undead) az ősök háborújában tűntek fel, a Lángoló Légió próbált rettegést kelteni kaldoreiek és szövetségesek közt, mikor erőszakkal feltámasztott halottaikból elesett harcosokat, legyilkolt nőket és gyerekeket. A démonok első veresége után megkínzott, végtelen kétségbeeséstől nyugtalan előkelők szellemei kísértettek a kettészakadt világban, az első háborúban is csak az ork Árnytanács jól képzett nekromantái műveltek halottmozgatást. Az élőholtak igazi hatalmának felszínre töréséhez a harmadik háború vezetett, mikor az ork Ner'zhul boszorkánymesterből újjászületett Lich Király (Lich King) hadjáratba fogott az Szövetség ellen.
Az élőholtak közös jellemzője természetesen az, hogy egykori élő testüktől megszabadulva szolgálják a Lich Királyt. Ezek a teremtmények soha nem alszanak, elméjüket képtelenség irányítani. A World of Warcraft: Wrath of the Lich Kingben megjelenő első hőskaszt, a halállovag (death knight) képes élőholt szolgát teremteni. 4 nagy csoportra oszthatók az élőhalottak.

### Szellemek
A szellemek (ghost; wraith) és a kísértetek nem feltétlenül tartoznak a Lich Királyhoz. Többségük még a harmadik háború előtt is jelen volt, félelmet okozva ezzel az élők szívében. Az egyik legismertebb formájuk a megkínzott lelkek, akiket még élőként bebugyoláltak, egy hatalmas súlyt kötöztek a lábukra, majd a vízbe dobták. Visszatérve bosszúszomjasan háborgatják az embereket. De akadnak olyan kísértetek, akik nem leltek túlvilági nyugalmat, ott és abban a formában maradnak tovább, amiként érte őket a halál. Ezek is gyűlölik az élőket, de akadnak köztük olyanok is, akik csak társaságra vágynak, sőt küldetésekkel is megbízhatják az egyszeri halandót. Az élőholt vezér igazi szellemei az árnyak (shade) és a lidércek (banshee). Az egyik legismertebb lidérc az egykori Ezüsthold íjász főparancsnoknő és a Forsaken élőholtak vezetője, Sylvanas Windrunner, A lidércek királynője.
Nem csak emberek, de állatok és egyéb életformák is képesek túlvilági formában visszatérni. A sámánok képesek szellemfarkassá válni, így téve meg nagy távolságokat és léteznek szellemsárkányok is. Northrend világában a vrykul asszonyok legáldozatkészebb tagjai a Lich Király akarata szerint átalakultak hiedelemviláguk leginkább tisztelt lényévé, az angyalszerű valkűrökké (Val'kyr).

### Csontvázak
A csontvázak (skeleton; bone) a zombik után a leggyakoribb élőhalottak. Testükről rég lerohadt a hús és a bőr, vagy dögevők hagyták hátra csupaszra rágott maradványaikat, mikor a Lich Király sötét nekromanciája újra össze nem rakta őket. Az első csontvázakat az Ork Horda halállovagjai és sötét mágusai készítették, így kiegészítve az amúgy is brutális erejüket, a harmadik háborúban pedig a szentségtelen szekta szolgálatában álló nekromanták (necromancer) űztek halottidézést. A csontvázak humanoid fajokból lettek felélesztve, akár teljes felszerelésben, sőt akár egykor élőként birtokolt mágikus tudásukkal. Northrend világában még az egykor nagyra becsült Viharóriások sem menekülhetek meg a förtelmes sötét mágiáktól, a legerősebb csontvázak pedig a líchek (lich), akiket hatalmas mágikus aura lengi körül, önmaguktól lebegnek és gyakran használnak fagymágiákat. A legismertebb lích az egykori kirin tori főmágus, Kel'Thuzad.
Természetesen léteznek állati vagy egyéb életformákból életre keltett csontvázak is, mint a halállovagok csontvázlovai (skeleton horse) és a csontvázsárkányok. A csontvázsárkányok egyik korai képviselője Sapphiron volt, aki Naxxramasban található meg, de az Élőholt Csapás újkori végső fegyvere a Frostbrood (Fagyfészekalj) első áldozata, Sindragosa sárkánykirálynő lett.

### Torzszülöttek
A torzszülöttek egy elvont csoport. Olyan élőholtak alkotják, akiket különböző testrészekből és/vagy mechanikai szerkezekből gyúrtak össze. A legismertebb ilyen szörnyszülött a förtelem (abomination), amely két izmos és egy csökevényes karral rendelkezik, teste többi része pedig szétszaggatott bőrcsíkokból és húsból telt olyannyira, hogy gyakran kiállnak a bordái és kilógnak a zsigerei is. Testük olyan mértékben rohadt, hogy a lényből szabadon törhetnek ki fertőző gázok. Hozzá hasonló a northrendi járványrobbantó (plague eruptor) is, akinek hátán hatalmas zöld hólyagok találhatók, szájából pedig árad a kórság. A másik ismertebb típusok a hullarablók (ghoul) és a megszállt zombik (wright). Ezek már valóban emberszerűek csak az Élőholt Métely súlyosan eltorzította egykori emberi mivoltukat (Az emberszerű torzszülöttek közé tartozik a húsóriások (flesh giant) és a ritka hústitánok (flesh titan) is). Természetesen nem minden torzszülött van vérből és húsból: a csontgólemek (bone golem) igen erős csontváz/fém keverékek, karjuk helyén hatalmas pengék találhatók. Továbbá léteznek olyan lények akik megőrizték eredeti alakjukat, csak az élet működéseik váltak feleslegessé. Ilyenek az egykori Nerubian pókemberek árulói, a kriptaszörnyek (crypt friend)- és urak (crypt lord) vagy a gombalények (fungal beast), akiknek puszta létük is a járványtól függ, illetve a titokzatos gólemszerű vízköpők (gargoyle). A legerősebb élőholt torzszülött a Naxxramas nekropoliszban készült Thaddius, egy elektromossággal életre keltett, legyilkolt asszonyok és gyermekeik húsából összeállított förtelmes emberóriás.

### Élőholt emberi lények
Az élőholtak legismertebb tagja persze a feltámasztott emberi lények, közismerten a zombik (zombie). Agyatlan, nyomorék élőhullák akik együgyű de könyörtelen szolgái uruknak. A harmadik háború kegyetlen hadjáratában az egykori élők kiszenvedett testeikből álló armada söpört végig a Keleti Királyságokon, de nem feltétlenül váltak a zombik egyszerű katonákká: Az Átkozott Kultusza szektában az élő emberi lények vannak többségben, csak a Lich Király leghűségesebb szolgái válhattak élőhalottakká, így nyerve el a sötét nekromancia és járványkeltés legmagasabb fokát. Az élőhalál leggyakoribb esetei az embereknél figyelhető meg, a második háborúban is csak kivétel volt az élőholt ork, mivel népük szemében óriási gyalázat a hősi halottak megszentségtelenítése. Az élőholt elfek, gnómok és törpék szintén ritkaságok, bár a Warcraft MMORPG-jének második kiegészítőjében elérhető halállovagok átvitt értelemben élőholtak, csak a játékegyensúly miatt épp ugyanúgy nem tartoznak ide, mint maguk az elhagyatott élőholtak.

## Elementálok
Az elementál teste a 4 ősi elem (föld, víz, tűz és szél) valamelyikéből vagy azok kombinációjából állhat. Több százezer évvel ezelőtt az Ősistenek és a Titánok harcoltak Azeroth világának uralmáért, míg végül utóbbiak kerültek ki győztesként és minden addigi életformát elpusztítottak vagy száműzetésbe kényszerítettek, úgymint az elementálokat az Elemental Plane köztes világába, de a Titánok távozása után onnan könnyen visszatérhetek vagy egy bölcs varázsló is megidézheti őket.

### Revenant
Az elementálok egy korai csoportját képezik a revenantok. Az Ősistenek harcosaiként szálltak szemben a Titánokkal, ám vezetőik bukása után ők is az Elementál Planétára lettek száműzve. Dühödt fantomként végtelen haragot éreznek legyőzőik után maradt világ és fiatal lakói iránt, kielégíthetetlen pusztítási vágyuk nem ismer határokat. Ezek a teremtmények önállóan lebegnek, sérülékeny belsejüket elemi pajzzsal és fegyverrel védelmezik. Mivel az adott elem csak kis részben alkotja egész lényüket, nem képesek ellenállni a mágikus elemi csapásoknak.
A revenantok újabban az élőholt Ostor szolgálatában állnak függetlenül attól, hogy ellenállnak a Lich Király mentális irányításának. A legismertebb revenant az Őrző (The Guardian), aki a Fagysikoly rúnakardot védelmezte mindaddig amíg Arthas el nem pusztította őt. Az elemi formák közül kitűnik azonban az ebben a csoportban előforduló halál-revenantok, amelyek egyenesen a Halál esszenciájából keletkeztek, és sírboltok, temetők halott lelkeinek sötétségét szívják magukba.

### Valódi elementálok
A valódi elementálok semmi másból nem állnak, mint lényük eredeti formáiból. Ezeket a leggyakoribb típusok és a revenantokhoz hasonlóan eredendően az Ősistenek szolgái, de felettük valójában saját uraik gyakorolhatnak hatást. A felcsapó lángok vezére természetesen Ragnaros, a Tűzúr, a dühöngő tengereké Neptulon, a Mélységek Vadásza, a megrengető földeké Therazane, a Kőanya és az örvénylő szeleké pedig Al'Akir, a Szélúr. A Warcraft világában az arkmágusok képesek megidézni vízelementálokat, míg a sámánok a bölcs szellemekhez fohászkodva totemjeiből föld- és tűzelementálokat hívhatnak harcba. A valódi elementálok gyakran ellenállnak saját formájukat összetartó erőkkel szemben, így az elementális varázsokat használók nehezebben gyűrhetik le őket, mint a fizikai harcosok. A semminjáró eleven sötétségből áll, ennek ellenére mégis a démonokhoz sorolható, míg a manna- vagy arkán anyagú lények elementálként ismeretesek.

### Főnix
A főnixek (phoenix) misztikus, eleven tűzből álló ragadozómadár alakban létező elementálok. A Warcraft III-ban a Vérmágus (Blood Mage) emberi hős képes megidézni egy erőteljes főnixet, de a World of Warcraft világában rendkívül ritka látvány, csak az első kiegészítő egyik raidjében található ilyen lény, név szerint A'lar, aki ugyanakkor a főnixek istene is.

### Eredet-megtestesülések
A legritkább, szinte már isteni elementálok az eredet-megtestesülések, amelyek olyannyira alapvető tulajdonságok erejével rendelkeznek, mint maga a lét. Egy ismert eredet-megtestesülés van: Murmur, aki az első hang.

## Mechanikák
Több tucat fél- vagy valódi mechanikus szerkezet (Mechanial) is szerepet kapott a Warcraft világában. Tipikus jellemzőik a gépies viselkedés és mivel lélektelenek, nem lehet életerejüket és misztikus energiáikat elszívni, nem képesek vérezni sem és alakjuk állandó, így ellenállnak a formaátalakító hatásoknak is (Hex, Polymorph). A Warcraft RTS-ekben hagyományos ostromgépek és a felderítő légi járművek voltak az egyetlen fémszerkezetek, míg a World of Warcraft világában több tucat más mechanika van. A Wrath of the Lich Kingben az ostromfegyverek megjelenése tovább színesítette a PvP tárházát.

### Robotok
A robotok tisztán gépies szerkezetek, készítőik általában gyakori élőlényekről (pók, futómadár, béka, csirke(!), birka(!)) vagy emberszerű teremtményekről (arató- és testőrrobotok) mintázzák meg őket. A két legzseniálisabb faj, a goblinok és a gnómok közül utóbbiaknak van a legnagyobb tehetségük ilyen szerkezetek építéséhez, sőt egyedi hátasállatuk is gépek, de a goblinok is igen kreatívan képesek kihasználni őket, általában önjáró bombát készítenek belőlük. A démonok is építenek hatalmas, ismeretlen módon működtetett robotokat, a Fel Reavereket (Fel Szaggatók).

### Óraműszerkezetek
Az "óraműszerkezetek" (clockwork) a robotoknál finomabb és bonyolultabb, főleg gőz-és villany technológia alkalmazásával megmunkált mechanikák. Northrend fagyos világában épült Ulduar titánváros bővelkedik az ilyen szerkezetekben, köztük van a gnómok őse, a "mechanognómok" is, akik a letűnt titánváros emlékét és épségét vigyázzák. Ulduaron kívül fellelhető számottevő ilyen mechanika a gnómok egykori fővárosában, Gnomereganban, továbbá a goblinok is készítenek "fűrészlépegetőket" (shredder) főleg a Venture.Co fakitermelő óriásvállalat részére. A leghatalmasabb óraműgépezet XT-002 Deconstructor ("Leépítő") óriás, Ulduar egyik főellensége.

### Gólemek
Legendás és rendkívül együgyű formaság a gólem. Általában a törpök készítenek ismeretlen mágiákkal és megmunkálási módszerekkel gólemeket, majd a tárnák legmélyére kerülve őrszolgálatot végeztetnek velük. A nemeselfek is alkottak arkán őrgólemeket talán még titokzatosabb módon, illetve a Lich Király szolgálatában is állnak félig élő-félig mechanikus húsgólemek (Flesh Golem). Vannak hamis gólemek is, amelyek már többnyire tisztán gránitból vagy egyéb nagy sűrűségű sziklaköböl állnak, emiatt pedig inkább az elementálokra emlékeztetnek és az Infernal (Infernál) is -démoni mivolta miatt- hamis gólem.

### Nyálkák
A nyálkák (ooze) furcsa lények, leginkább óriási rosszindulatú amőbákra emlékeztetnek. Jellegzetes vonásuk, hogy csontokat nyelnek el, így képesek gerincet formázni, koponyákat saját anyagukból telítve fejet alkotni, így felemelkedhetnek a talajszintről, mellékesen néhány korábbi összeütközéseik nyomát is magukon hordva dárdák és nyílvesszők állnak ki belőlük, anyaguk pedig lehet mocsári rohadás, alvadt vér de akár halálos métely is. Kinézetük megtévesztő, könnyen legyűrhetik a figyelmetlen kalandozókat és gyakran mérgezést is okoznak áldozataikban, legerősebb példányuk pedig az Qiraj Templomban található Viscidus. Léteznek kisebb tagjaik is amelyek jóval inkább hasonlítanak a baktériumokra, többségük nagyon lassan mozog, cserébe viszont sokan vannak és mérgező párát bocsátanak ki magukból.

### Erdőszellemek
Az erdőszellemek (wisp) Kalimdor erdeinek titokzatos zöldes fénylényei. A Warcraft III: Reign of Chaosban az árnyelfek építőegysége és munkása, képes megsemmisíteni önmagát (Detonate), így száműzve ellenséges teremtett lényeket, eltörölve minden közeli mágiát és elégetni a varázslók mannáját. A Hyjal menti csata végén Malfurion hívta őket hadba elhunyt mestere, Cenarius kürtjével. Több ezer ősszellem ébredt fel Hyjal völgyeiben és indult Archimonde eredár elpusztítására, önfeláldozásukkal pedig darabokra szaggatták a Mocskolót, így megmentették a Világfát a pusztulástól.

### Hússzörnyek
A hússzörnyek (fleshbeast) ismeretlen helyről származnak és igen amorf kinézetű rondaságok. Aránytalan testfelépítésűek és nagy fogakkal rendelkeznek, szinte rémálomba illő szörnyetegek. Egykor Medivh is megidézett párat belőlük Karazhan tornyának legtetejére, de leginkább Outlandon fordulnak elő, ismertebb képviselőjük pedig Forgosh A Szörnyek bárója. A papok is képesek ilyen bestiát megidézni (Shadowfiend), amely támadása során tölti gazdája mannáját.

### Hidrák
A hidrák (hydra) háromfejű hüllőszerűségek, két erős lábbal és altestükkel csúszva mozognak. Az azerothi hidrák hátán a gerincnyúlványaikkal kifeszített bőr vonul végig, egészen a farkukig és mérgező köpéssel is támadhatnak, míg az outlandiak fejei különböznek egymástól és néha több szemlencsével látnak egységesen. A legismertebb hidra Skwol úr. Egyes hidratípusok a szörny (beast) kategóriába lettek besorolva.

### Aqir rovarvilág
A Végtelen Forrás hatalmas energiái még a legprimitívebb életformákra is hatással volt. Azeroth rovarvilágának egy jó része átalakult, egyre intelligensebbé és veszedelmesebbé vált, míg végül létre nem jött az Aqir faj. Óriási létszámuknak és rendkívüli alkalmazkodóképességüknek köszönthetően ezek a piciny rovarok képessé váltak vezetés nélkül is egységesen működni, így sikeresen elterjedtek az akkori világ nyugati szegmensén, ahol létrehozták Silithus világában Ahn'Aqir civilizációját. Terjeszkedésük nyomán a faj továbbfejlődött...
Silihid Birodalom
Az aqir rovarvilág több száz nemzedék után óriási evolúciós lépést tett és létrejött több különböző alkatú rovarból álló silithid faj, melyek közt vannak tipikus bogárszerű munkások és alagútásók, darázs- és futrinkaalkatú harcosok illetve világító rovarok is. Mindezek alfajok közös jellemzője a vastag kitinpáncél, óriási méretük és hogy kivétel nélkül mind petékből kikelt lárvákból fejlődnek ki. A silithidek Kalimdor déli végén fordulnak elő, de Northrend egyetlen titáni védelem alatt álló buja dzsungelében, Sholazar Medencében is megtelepedtek. A fejlődés ellenére továbbra is Silithus sivatagvilága maradt a központ, ahol óriási kiterjedésű élő kaptárokat alkottak meg. A kaptárok hihetetlenül jól szervezettek, minden rovartípusnak megvan a maga feladata. A faj ekkor került kapcsolatba egy elszabadult ősistenséggel, C'Thunnal, aki mentális irányítás alá helyezte őket...
Qiraji Civilizáció
A Qiraji Civilizáció a silithed faj következő lépcsőfoka. Az új faj legfontosabb életcéljává vált Kalimdor teljes meghódítása és minden nem-ízeltlábú -tehát C'Thun "szemszögéből" nézve titáni- eredetű létforma elpusztítása, ezért Silithuson felvirágzott Ahn'Qiraji erődvárosukból elindul az invázió, a War of the Shifting Sands: Hódításukat azonban az aranykorukat élő kaldorei őselfek vezetője, "Szarvassisak" Fandral (Staghelm) megállította Un'Goro buja trópusában. Ám a hadiszerencse rosszra fordult, ezért "Északszél" falu (Southwind Village) elvesztését követően nemcsak Silithusból vonultak vissza a korai árnyelfek, de már Tanaris sivatagában is szorult helyzetbe kerültek. Fandral félelem kerítette hatalmába, tartott a teljes vereségtől, ezért segítséghez fordult az Idő Barlangjaiban (Caverns of Time) mélyén nyugvó bronzsárkányoktól: Nozdromu, az Időtlen sárkányaspektus hű alattvalója, Anachronos kétséggel a segítségükre sietett, de így is keményen meg kellett küzdeniük a végtelenek tűnő rovarinvázióval. Az árnyelfek ezután Feralas vadonjába vették be magukat, a bronzsárkányok pedig felkérték a többi sárkányrendet, hogy segítség őket a háborúba. Az egyesült vörös, kék, zöld és bronz rendek már jelentős erőt voltak képesek felmutatni, hamarosan pedig már az erőd belsejébe húzódottak be a harcok, mindeközben a kék sárkányokat képviselő fiatal hüllő, Arygos felfedezte Silithus területén szétszórtan, de a központba gyakori sötétbarnás monolitokban egy sejtelmes varázs, ami valójában C'Thun átkozott tudatirányító taktikájának része volt. Az árnyelfek és a sárkányrendek ezek után ezt a mágiát törték fel és Elune holdistennő áldásával alkottak meg egy mágikus barikádot, ezzel lezárva az Ahn'Qiraji inváziót.
A Qiraji kultúra erősen egyiptomi stílust hordozz magán, gyakran megfigyelhető szkarabeusz motívumaik és Anubisz, illetve Hórusz ókori egyiptomi istenekről mintázott őrség képében. Hatalmas sziklaerődöt építettek fel, de a romok mélyén már a jellegzetes élő és lélegző rovarkaptár alakult ki. Fegyverzetük őslényekből, így sárkányok csontjából készül, mágikus foglalataikba a föld mélyéről hozott ékkövek kerültek. Az általuk készített gyűrűk hatalmas erővel ruházták fel a silithusok vezetőit, de hozzávalóik mindig az ősistenség átkozott anyagaiból készültek.
Nerubian Civilizáció
Az aqir rovarvilág gyorsan elterjedt szerte Azerothon és olyannyira életképesnek bizonyultak, hogy az akkor még egységes Kalimdor óriáskontinens legészakibb fagyvilágában is életben maradtak. Ahn'Aqir civilizációt a troll seregek elpusztították, de Northrend
jege alatt töretlenül terjedtek el az őseiktől jelentősen különböző faj, a nerubianok. Mélyen a fagyott világ alatt ezek a pókszerű intelligenciák létrehozták Azjol-Nerub királyságát. Több ezer évig zavartalanul fejlődtek és terjeszkedtek, míg nem a második háború után Ner'zhul rájuk nem bukkant. Az élőholt vezér -látva kiterjedt városaikat és fejlett kultúrájukat- megpróbálta a fajt szolgaságba hajtani, de erőfeszítései dacára a pókemberek ellenálltak nemcsak az élőholt Mételynek, de még a szentségtelen király mentális béklyóinak is, sőt mi több, magára is haragítva a földalatti pókbirodalmat, elit vezetőik parancsnoksága alatt több száz pókharcos ostromolta meg a Jégkorona szurdokot. Ner'zhul azonban nem veszíthetett és félelemurai segítségével seregnyi elesett nerubian harcost élesztett fel, majd vezetett egyenesen Azjol-Nerub szíve felé. Több száz bátor nerubian harcos sem tudta megvédeni birodalmukat, a Lich Király serege pedig egyre mélyebbre űzte őket, amelynek következményeként egy ősistenség üzelmei által eltorzult faj, az "arctalanok" (faceless) évszázados nyugalmát zavarták fel. Az egyre erősödő élőholt sereg és a feltámadott torzszülöttek támadásai kétfrontos védekezésbe kényszerítette a nerubianokat, végül saját királyuk, Anub'arak Ner'zhul kegyeiért cserébe elárulta saját népét és több száz fajtársát feláldozta. A nerubian királyság elpusztult, városait élőholt kriptaszörnyekké vált harcosok és vezetőik foglalták el, de nem adták fel a harcot és továbbra is keresik a módját, hogy bosszút álljanak rajta.
A nerubianok rendkívül fejlett civilizációt hoztak létre évezredek alatt: Építészeti stílusuk egyiptomi, de inkább mezopotámiai jegyeket hordozz magán (zikkurat templomok és élénk, téglaalapú díszítőművészet), mérnöki tudásuk pedig minden bizonnyal Azeroth világában az egyik legfejlettebb volt az első emberszerű intelligenciák megjelenése előtt, mivel titokzatos arkán mágiájukat felhasználva kör alakú platformjaik önmaguktól lebegnek, így azokat pókhálóból készült hidakon lehet csak elérni. Testük a klasszikus arachne mitológiai lényéhez hasonlatos, de nem rendelkeznek emberi jegyekkel, felsőtestük, karjaik és fejük is pókszerű maradt. Jellemüket tekintve eredendően gonoszak, de civilizációjuk bukását követően hajlandók lettek szövetkezni más fajokkal (például a harmadik háború közepén Bronzszakáll Brann expedíciós hadseregéhez) abban a reményben, hogy segítségükkel visszahódíthatják földalatti birodalmukat. A World of Warcraft világában többnyire élőhalott formában fordulnak elő, de a játék második kiegészítőjében már a (túl)élőkkel is lehet találkozni Sárkánymétely (Dragonblight) délnyugati részén.

### Arctalanok
Az "arctalanok" (faceless one) a hússzörnyekhez hasonlóan ronda teremtények, leginkább polipszerű emberekre hasonlítanak. Két "lábon" járnak, jobb karjuk túlméretezett, fejük pedig majdhogynem felismerhetetlen. Egyes feltételezések szerint Yogg-Saron ősistenség átka során mutálódott vrykul faj volt az igazi formájuk. A Lich Király az Azjol-Nerub civilizáció elleni háborújában a pókembereket egyre mélyebbre űzte, akik akaratlanul felébresztették ezek a több száz éve szunnyadó bestiákat. A leghatalmasabb arctalan Vezax generális (egyes feltételezések szerint valójában egy egykori erőteljes titán őrző, Tyr), aki Ulduar mélyén szolgálja mesterét.

### Világfák
A világfák (world tree) Azeroth gigászi fái és amelyeket főleg a korai természeti fajok, mint az árnyelfek és a taurenek tiszteltek:
- G'Hanir: A világfák anya és az egykori ősök háborújában részt vevő azerothi félistenség, Aviana, a Hollóhölgy fészkelőhelye. G'Hanir az Smaragd Álom világában virágzik.
- Nordrassil: "A Mennyek Koronája". Az ősök háborúja után G'Hanir magvából kelt ki, a Sárkány Rendek erejéből és a Végtelen Forrás megmaradt esszenciájából táplálva pillanatok alatt vált Hyjal hegység ékkövévé és a kaldorei árnyelfek mágiaszükségleteinek utolsó mentsvárává. A második démoninvázió utolsó, epikus csatájában ereje elszabadult és milliónyi erdőszellemeit segítségül híva elpusztította Archimonde-ot, a Mocskolót.
- Terdrassil: "A Föld Koronája". A Lángoló Légió második felbukkanását letörve az árnyelfek kénytelenek voltak elhagyni a bemocskolt, démoni sötétségekkel fertőzött Ashenvalet a többi közeli erdőséggel együtt és Észak-Kalimdor partjainál Szarvassisak Fandral (Staghelm) fődruida és tanítványai közbenjárásával megalkották ezt az óriási "szigetet". Új otthonukban részben, a Szövetség oldalán, tovább folytathatták titokzatos, csendes életüket.
- Vordrassil: Az első, Azeroth anyagi dimenziójában megjelent világfa volt, amely egy sötétség börtöneként szolgált. Egykor Northrend jeges világában élő druidák nevelték, hogy hatalmas gyökereivel kordában tarthassa majd Yogg-Saron elfeledett ősistent. Évszázadokig fonta gyökereit az átkozott szörnyeteg köré, ám az újabb druidanemzedékek az ősi bölcseleteket félredobták és a bukott hatalmasság irányítása alatt megbetegítették majd teljességgel elpusztították ezt a csodás növényt. Mára korhadt tönkjénél a sarki furbolgok fővárosa (Grizzlemaw) alakult meg.

A Warcraft világfa mitológiája erős skandináv gyökereken áll (Vordrassil = Yggdrasil), bár a készítőknek bizonyosan nem foglalkoztatta a magyar mitológia lehetősége (Égig érő fa).

### Naaruk
A naaruk, avagy a "Fényszülöttek", a Teremtés Szent Fényéből merítik hatalmukat. Ismeretlen dimenziók közt utazó, kisebb-nagyobb kristályszilánkokból álló, telepatikus úton kommunikáló fénylények, akik utazásaik során titokzatos lebegő dimenzióhajókat használnak (Ezek a Külvilágba találhatók meg, a Tempest Keep és az azt körülvevő létesítmények. Különös ismertetőjegyük a halhatatlanságuk mibenléte, ugyanis nem képesek elpusztulni, csak "elsötétedni": Ilyenkor elveszítik a Fény feletti uralmat és gonosszá válva tovább létezhetnek. Az A'dal vezette naaruk képviselik a Fény Seregének (Army of the Light) erejét és minden olyan életformának támogatást nyújtanak akiket a démonok fenyegetnek vagy a Fény hatalmát akarják jó célokra használni. Ennek köszönhetően mentették meg a naauruk az Argus planétán azon eredárokat, akik nem akartak Sargerashoz csatlakozni és Velen próféta vezetésével harcba szálltak a Lángoló Légió ellen, illetve a Szövetség szent harcosai is a Fény oltárára esküdtek fel. A naaruk gyakorlatilag a Warcraft hiedelemvilág egyfajta angyal formái is.

### Ősistenek
Az Ősistenek (Old Gods) Azeroth egyik legősibb istenségei, a legelső fajok vezetői. Erejüket csak a Titánok és Azeroth örökkévalói (például Elune holdistennő) tudják felülmúlni. Több ezer évvel az első emberszerű intelligenciák és az aqirok felemelkedése előtt az Ősistenek és a Titánok háborúztak egymással Azeroth birtoklásáért, míg végül az Ősistenségek kerültek ki vesztesként és a Titánok legfőbb képviselőiket elpusztították vagy száműzték ismeretlen szerkezetű dimenziókra, börtönözték be különféle mélységekbe.
Elementál vezetők
Az Elementál vezetők elméletileg az elementálokhoz tartoznak, ugyanakkor ők képviselték Azeroth egyik korai, uralkodó "életformáit" is. A legalapvetőbb elemekből titokzatos úton létrejött intelligens istenek jó részét a Nagy Megtörés után egy ismeretlen szerkezetű dimenzióba, az amúgy harmonikus nyugalommal telt Elementál Planétára (valójában Azeroth "alternatív égi rendszerébe") száműzték őket a rájuk bízott szerzetekkel együtt, míg Ragnarost, a Tűzurat a Vörösorom hegyeinek legmélyére zárták. Neptulon, a Mélység Vadásza bár szintén az elvont dimenzió rabja lett, még képes a Nagy Tenger közepén kifejteni erejét.
Elfeledettek
A másik, valódi ősistenséget a "testetlen" entitások, az Elfeledettek (Forgotten One) alkotják. Rendkívül szélsőséges alkatúak, hatalmas szemekkel borított testükből több tucat csáp mered ki, tetejükön pedig valamiféle nyílás található, ezért leginkább ősi lábasfejű-tengeri sün keveréknek néznek ki. A Titánok legyőzték őket és szabadon újraformázták Azeroth planétáját, de távozása után az Elfeledettek nem kívántak a háttérbe szorulni, több végzetessé vált katasztrófánál és torz fajok születésénél is szerepet játszottak. A Warcraft mondavilág két nagy istenséget említ: C'Thun, az Aqir faj felett bábáskodó, majd több száz nemzedék után silithidek istene és Yogg-Saron, a Vordassil világfa elpusztítója. Ez a két túlélő hiába került az Ahn'Qiraj templom mélyére, illetve Ulduar börtönébe, így is képesek voltak erőt gyakorolni világukra, megrontották Nethariont (Halálszárnyat!) és számtalan új életformát hoztak létre (mint a nagákat) és elterjesztették a Hús Átkát (Curse of Flesh) is, amely az earthenek, mechanikus gnómok és a vas vrykulok erőszakos ellen-evolúcióikhoz vezetett.
Egyes spekulációk azt tartják, hogy az Elfeledettek nem méltók hírükhöz, hiszen halandó fajok tagjai is képesek vereséget mérni rájuk, nemhogy a titáni Panteon továbbá nem voltak képesek minden silithid formát irányításuk alá vonni, mint például a nerubian póklényeket, sőt, ismeretlen feltételezések nyomán C'Thun és Yogg-Saron valójában egyetlen egész volt egykoron, amivel meg is magyarázható gyengeségük eredete is. Ugyanakkor természetfelettiségüket bizonyítandó, sokak szerint nem tapasztalhatják meg a halál milyenségét sem, mivel testüket és hatalmukat az általuk alkotott másvilágokba képesek menteni, így Ragnaros, a Tűzúr is csak eredetének egy avatárját idézte az Olvadt Magba (Molten Core).
Bestiális ősistenségek
Mindhárom bukott troll birodalom (Gurubashi;Amani és Drakkari) alapját képezték a totemizmus és animizmus által ihletett állatistenségek. Ezek a troll civilizációk isteni-, árny- vagy vudu mágiák során gondosan felépített istenrendet alkottak meg, ahol a környezetükben előforduló ragadozó állatok szellemei küldöttek (avatárok, ismertebben "loák" (loa) útján, főbb médiumaikon keresztül kommunikálhattak a köznéppel. Az egykori troll uradalmak nem tartották egymás istenségeit egyenlőnek, külön léteztek dzsungel-, erdei- és jégistenségek, tekintettel a hatalmas távolságokra és a különböző élővilágra. Ismertebb állat főistenség Hakkar, a Léleknyúzó, de minden más főistenség hozzá hasonlóan elit főszörny.
Külön istenségeket tisztelnek az árnyvadászok (shadow hunter) is, amelyek inkább ősi nemes troll lelkek, akik varázslatok és egyéb élethelyzetek egyesített követei (gyógyítás, temetés stb). A Zandalar törzs halálistenségeket imád, míg a Horda oldalán harcoló Sötét lándzsa (Darkspear) törzs árnymágiák által megidézett szellemeknek mutatott be áldozatot, gyakran kannibalizmus formájában, amíg Thrall ork hadúr "le nem szoktatta" őket.

### Titánok
A titánok Azeroth világának valódi megalkotói. A Titánok ismeretlen messziségekből jöttek, a "Nagy Sötétség" (Great Dark, a Világűr itteni megfelelője) kétségtelenül legerősebb hatalma, a végtelen Univerzum vándorai. Emberszerű óriások, akik bronzbőrű (vanir) és platinabőrű (aesir) alfajokra oszthatók, a mágia (azon belül is a bájoláshoz hasonló rúnamágia) halhatatlan istenei, a troll hiedelemvilágban "utazói".
A Titán civilizáció és kultúra egyfajta görög-kelta mitológia keverék. Építészetük magasan fejlett, monumentalitás és nagyvonalúság jellemzi, egyes feltételezések szerint űrhajókat is használnak. Nevezetesebb tagja pedig magukon hordozzák skandináv-germán eredetüket (Loken = Loki avagy Thorim = Thor).
A nemes Titánok és a Panteon
A jóindulatú Titánok hatalmas terveket szövő istenekként küldetésüknek tekintik a Nagy Sötétség életformákkal való megtöltését. Időtlen korokkal ezelőtt elhatározták magukat, egységes lépéseket tettek szent missziójuk iránt majd megalapították a Panteont (Pantheon). A Panteon több száz világot ajándékozott meg az élet csodájával, munkásságuk során virágzásnak indult az univerzum és számtalan életforma megismerhette a mágia erejét is. Pontosan egy ilyen vándorútjuk során leltek Azeroth cseperedő planétájára is. Ám a Titánok előtt is léteztek erőteljes "életformák", akik nem adták egykönnyen e világ feletti hatalmukat, így a Titánok és Ősistenségek között általános háború alakult ki. A Titánok folyamatosan terjeszkedtek, építették fel titokzatos városaikat (Uldaman Khaz Modan hegyei közt; Ulduar Viharfok csúcsain és Uldum Tanaris sivatagában), ahol az eljövendő ifjú fajokat kísérletezték ki. Több száz évvel később a Titánok végül győzedelmeskedtek, kiirtották vagy száműzték egykori ellenségeiket majd isteni kisugárzásukkal hatalmas hegyeket emeltek a magasba s végtelen tengereket terjesztettek el. Munkájuk nyomán létrejött szuper kontinenset Kalimdornak, "Örök Csillagfény Földjének" nevezték el és ennek központján pedig létrehozták a Végtelen Forrást (Well of Eternity), egy erőteljes, arkán energiáktól kavargó csodát. A Titánok -látván munkájuk gyümölcseit- távozni kívántak, de azelőtt az akkori legelmésebb és még igen elterjedt fajra, a sárkányokra bízták Azeroth védelmezését és létrehozták a Sárkány Aspektusok (Dragon Acpect) rendjét:
- Aman'Thul, Az Ősatya a bronzsárkányok vezérével, Nozdormuval megosztotta hatalmának töredékét, hogy uralkodjon az idő kaotikus szövevényén és rendezze a történelem menetét. A higgadt és megbecsült Nozdormu így vált az Időtlenné.
- Eonar, Minden Élet Védelmezője a vörös sárkányok királynőjével, Alexstraszaval osztotta meg csodás erejét, hogy vigyázza Azeroth fiatal fajait. A csendes és felelősségteljes Alexstrasza így vált az Életadóvá. Ugyanakkor a Eonar felruházta a királynő fiatal és törékeny zöld sárkány nővérét, Yserat (Hiszérát) a természet rejtett útjaival, aki végtelen álomba szenderülve a Teremtés Álmával lett az Emerald Dream (Smaragd Álom) világának úrnője, az Álmodozó.
- Norgannon, Az Álomhordozó a kék sárkányok urát, Malygost (Maligosz) választotta a mágia megismerőjének, hogy parancsoljon Azeroth láthatatlan erőfonalainak és bölcsen tanulmányozhassa az Arkánumot. A kíváncsi és humoros Malygos így vált a Varázshordozóvá.
- Khaz'goroth, A Megtörő a fekete sárkányok uralkodójának, Neltharionnak adta hatalmának szilánkjait, hogy kezében összpontosuljon minden magasság és mélység, maga Azeroth földje. A nagylelkű és nemes Neltharion így vált a Földőrzővé és Alexstrasza legnagyobb támogatójává.

A Titánok továbbá megalkották a tengeri óriásokat, az első intelligenciákat és az earthen ősfajt is. Letűnt titánerődjeiket és Kalimdor feltűnően buja ökoszisztémáit (Ur'goro kráter és Scholazar medence) a maguk képére formázott kőóriásokkal, titokzatos óraműszerkezetekkel és egyéb aranyló erőrendszerekkel védelmezik. Minden igyekezetük ellenére távozásuk után apokaliptikus sorscsapások sorozata következett be és hiába állították meg az Ősistenek átkozott aknamunkáit, az Elfeledetteknél jóval hatalmasabb erő vetett szemet Azerothra...
Sargeras és a Lángoló Légió
A Panteon munkássága során természetesen ügyelt fiatal világaik biztonságára is. Az egyik leghatalmasabb bajnokukra, Sargeras titánra hárult az a nemes feladat, hogy távol tartsa az élettől burjánzó világokat az "Örvénylő Éter" (Twisting Nether) felől támadó démonoktól és egyéb rosszakaróktól. Hosszú ideig becsülettel végezte is a reá bízott szerepet, de miután az ősi Nathrezimeket (a félelemurak démonnyelven) bebörtönözte, a ravasz démonok sötét bizonytalansággal átkozták meg a becses harcost. Teltek az évmilliók és Sargeras egyre inkább felemésztette a sötétség fenevadjaival vívott csaták és borzalmas fajirtásaik, míg végül egykori nemes személye megsemmisült és elárulta a Titánok küldetését. Ezek után megtébolyult elméjével kiszabadított minden általa elzárt démont akik -ravasz terveikhez igazítva- a bosszú helyett késlekedés nélkül csatlakoztak a Sötét Titánhoz. Sargeras elvetette a Panteon szent küldetését és arra a következtetésre jutott, hogy a legtökéletesebb rend az élettelen univerzum és egykori ellenségeinek megparancsolta minden életforrás elpusztítását. Így vált Sargeras a Világok Pusztítójává. Hadereje egyre csak nőtt és egyre több gonosz fajt olvasztott magába (köztük is a legszámítóbb tagját, az Argus világából való eredárokat), míg létre nem jött a Lángoló Légió (The Burning Legion). A Panteon tovább folytatta küldetését, nem ügyelve bajnokára, aki sorra kebelezte be az általuk hátrahagyott planétákat és épp az árnyelfek őseinek, a kaldoreiek meggondolatlan mágiahasználata csábította Sargerast Azeroth tündöklő világára is...
Sargeras a legnagyobb sötét titán, de több bukott istenség is Azeroth bolygón maradt. Loken szintén elárulta a Panteont és szövetkezett Yogg-Saronnal. A bebörtönzött ősisten parancsára Loken a vastörpék urává lett, kiépítette Ulduar titánvárosának védelmét, fegyverkezésbe fogott és hódításba kezdett Northrend világában.

## Meghatározhatatlan kreatúrák
A meghatározhatatlan lények nem viselnek külön titulust, eredetük ismeretlen ugyanakkor tág csoport is, mivel szinte minden korábbi lénytípusban található ismeretlen származású és besorolhatatlan faj, ennek ellenére vannak olyan entitások, amelyek máshol nem fordulnak elő, sőt, a Warcraft mondavilágának legnagyobbjai is idetartoznak.